# Avlidna 2024
Detta är en lista över kända personer som har avlidit under 2024.

## Januari

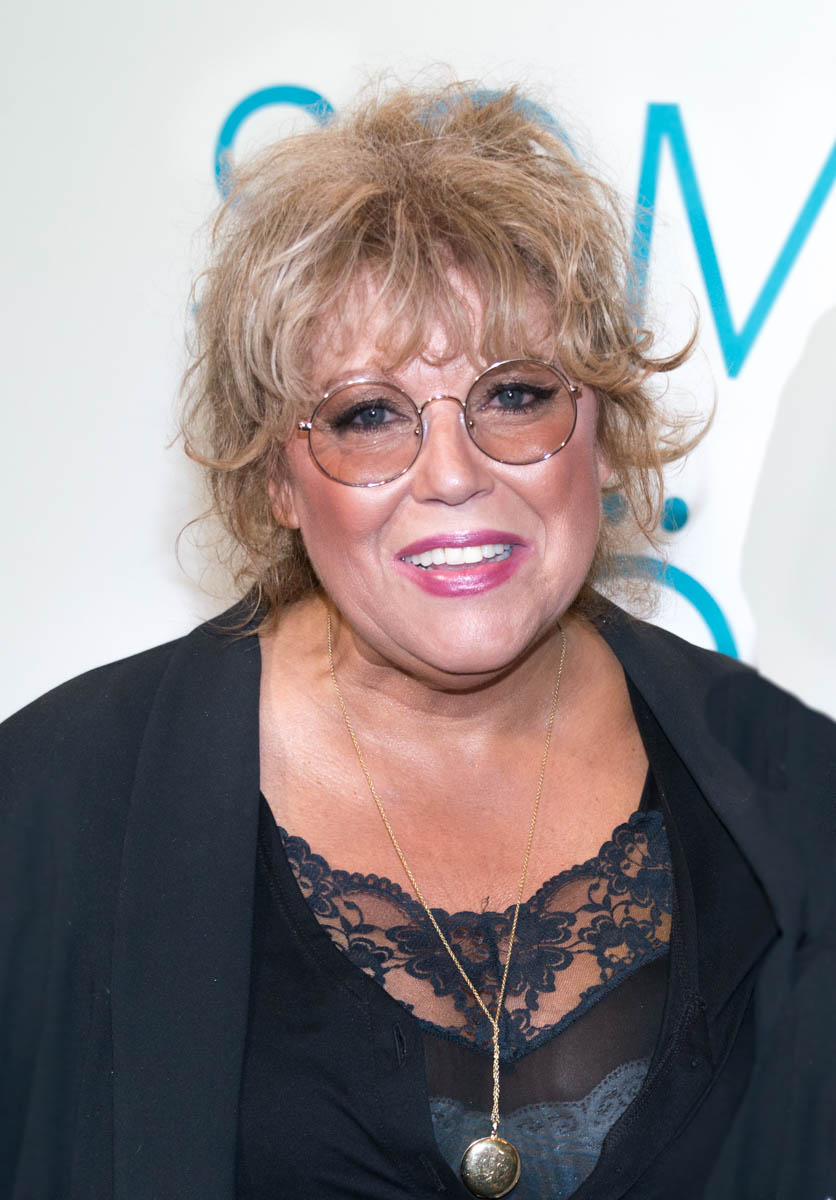
Den svenska sångaren Marie Nilsson Lind avled 4 januari, 62 år gammal.

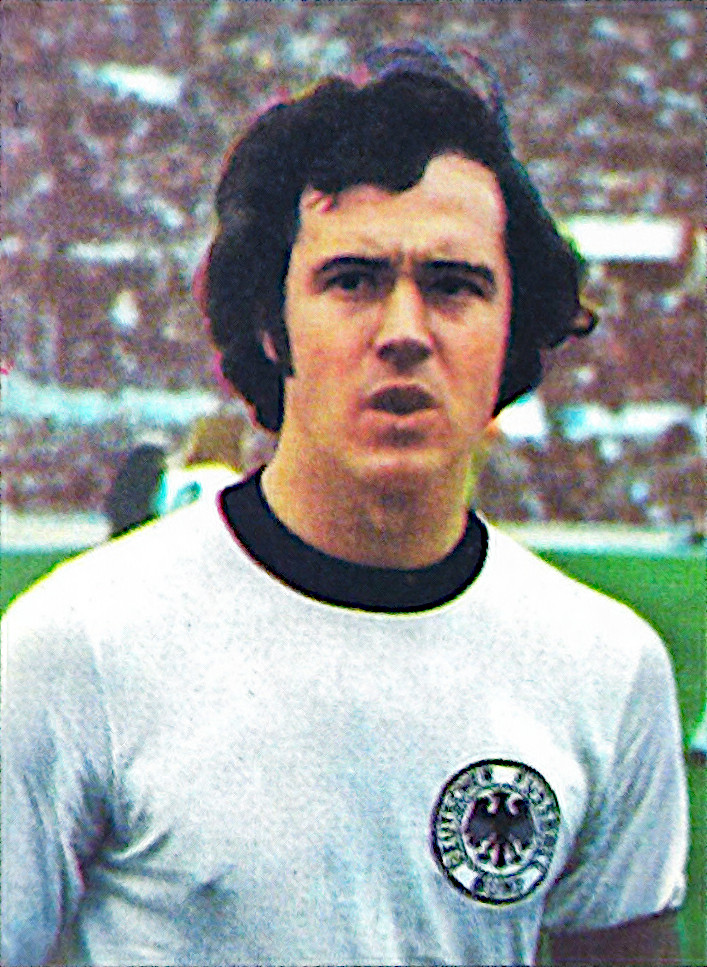
Den tyske fotbollsspelaren och fotbollstränaren Franz Beckenbauer avled 7 januari, 78 år gammal.

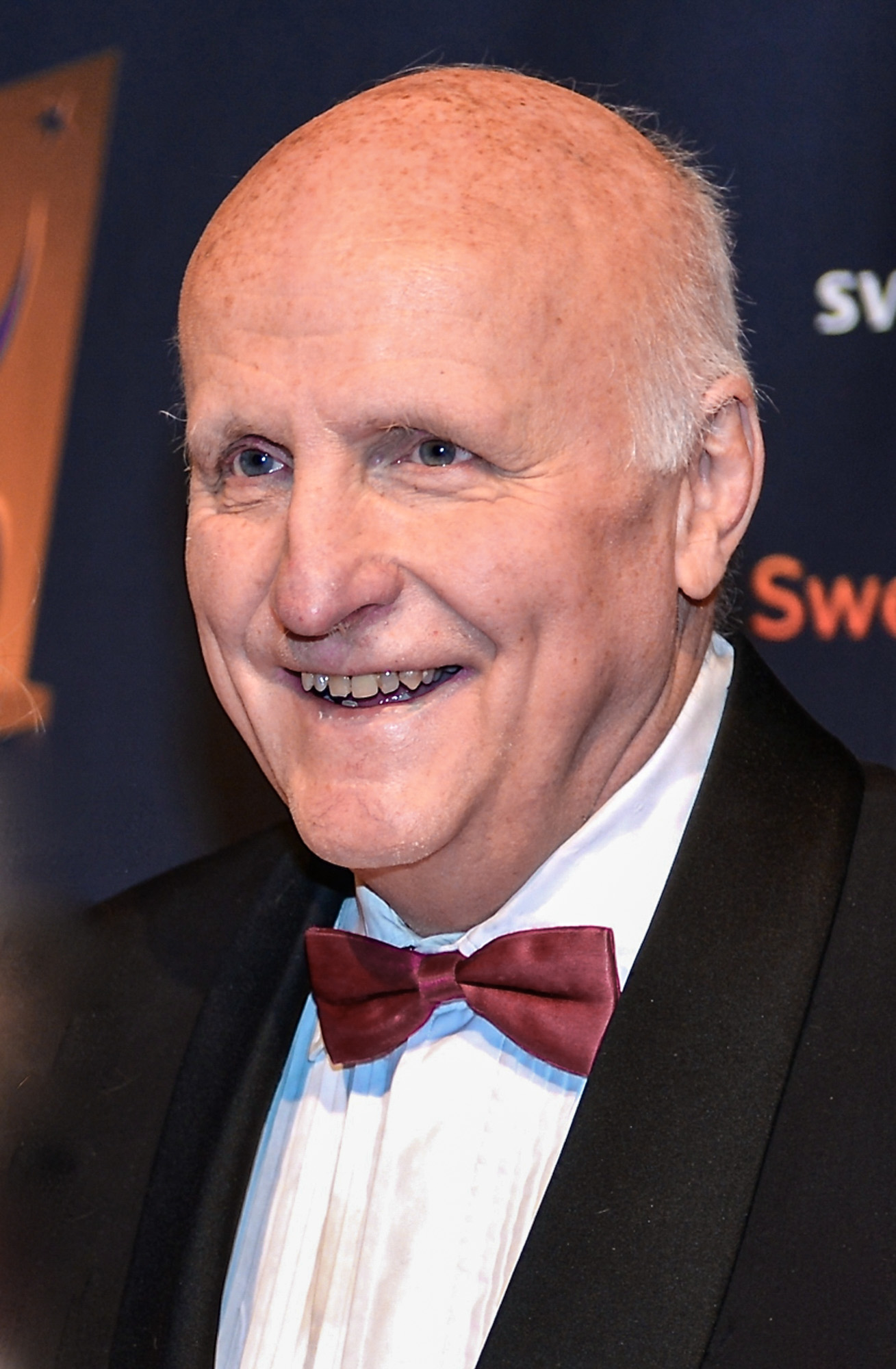
Den svenske sportjournalisten och programledaren Arne Hegerfors avled 29 januari, 81 år gammal.

- 1 januari – James Herbert Brennan, 83, irländsk (nordirländsk) författare.[1]
- 1 januari – Lars Collmar, 84, svensk präst och skribent.[2][3]
- 1 januari – Arne Fredriksson, 82, svensk konstnär.[4]
- 1 januari – Peter Magubane, 91, sydafrikansk fotograf och antiapartheid-aktivist.[5]
- 1 januari – Niklaus Wirth, 89, schweizisk datavetare (Pascal och Modula).[6]
- 2 januari – Ingemar Dunker, 66, svensk trummis.[7]
- 2 januari – Andreas Heldal-Lund, 59, norsk aktivist och scientologi-kritiker.[8]
- 2 januari – Chris Karrer, 76, tysk gitarrist och kompositör.[9]
- 2 januari – Daniel Revenu, 81, fransk fäktare, OS-guldmedaljör 1968.[10]
- 3 januari – René Metge, 82, fransk rallyförare.[11]
- 4 januari – Glynis Johns, 100, brittisk skådespelare, dansare och sångare.[12]
- 4 januari – Marie Nilsson Lind, 62, svensk sångare, textförfattare och kompositör.[13]
- 4 januari – David Soul, 80, amerikansk skådespelare, sångare och musiker.[14]
- 5 januari – Robert Rosenthal, 90, tyskfödd amerikansk psykolog.[15]
- 5 januari – Mário Zagallo, 92, brasiliansk fotbollsspelare och fotbollstränare.[16]
- 7 januari – Alessandro Argenton, 86, italiensk ryttare, OS-silver 1972.[17]
- 7 januari – Franz Beckenbauer, 78, tysk fotbollsspelare och tränare.[18]
- 7 januari – Alberto Colombo, 77, italiensk racerförare.[19]
- 7 januari – Leonard Rickhard, 78, norsk målare.[20]
- 8 januari – Carl-Erik Asplund, 100, svensk skridskoåkare, OS-brons 1952.[21]
- 8 januari – Adan Canto, 42, mexikansk skådespelare.[22]
- 8 januari – Tuomas Haapanen, 99, finländsk violinpedagog och professor.[23]
- 9 januari – Heinz Spira, 85, svensk skådespelare och socionom.[24]
- 10 januari – Tisa Farrow, 72, amerikansk skådespelare.[25]
- 10 januari – Göte Wilhelmson, 95, svensk musikproducent, kompositör och musiker.[26]
- 11 januari – Ed Broadbent, 87, kanadensisk politiker och statsvetare.[27]
- 12 januari – František Janouch, 92, tjeckisk kärnfysiker och politisk dissident, medgrundare av Charta 77.[28]
- 12 januari – Eric Krönmark, 92, svensk moderat politiker, försvarsminister 1976–1978 samt 1979–1981 och landshövding i Kalmar län 1981–1996.[29]
- 13 januari – Stephen Laybutt, 46, australisk fotbollsspelare.[30]
- 14 januari – Lev Rubinstein, 76, rysk poet, essäist och samhällskritiker.[31]
- 14 januari – Mohamed Said, 36, svensk skådespelare.[32]
- 14 januari – Howard Waldrop, 77, amerikansk science fiction-författare.[33]
- 16 januari – Milan Nenadić, 80, serbisk brottare (tävlade för Jugoslavien), OS-bronsmedaljör 1972.[34]
- 16 januari – Peter Schickele, 88, amerikansk kompositör, musiklärare och musikalisk satiriker och humorist.[35]
- 16 januari – Torsten Wahlund, 85, svensk skådespelare.[36]
- 17 januari – Shawnacy "Shawn" Barber, 29, kanadensisk stavhoppare.[37]
- 17 januari – Jaakko Valtanen, 98, finländsk general, överbefälhavare 1983–1990.[38]
- 19 januari – Jack Burke Jr, 100, amerikansk golfspelare.[39]
- 19 januari – Toru Kawashima, 53, japansk fotbollsspelare (målvakt).[40]
- 19 januari – Lance Larson, 83, amerikansk simmare, OS-guldmedaljör 1960.[41]
- 19 januari – Marlena Shaw, 81, amerikansk sångare.[42]
- 19 januari – Mary Weiss, 75, amerikansk sångare (The Shangri-Las).[43]
- 19 januari – Gösta Wessel, 79, svensk konstnär och professor.[44]
- 20 januari – David Emge, 77, amerikansk skådespelare.[45]
- 20 januari – Norman Jewison, 97, kanadensisk filmregissör.[46]
- 22 januari – Lars-Åke Kylén, 84, svensk regissör och manusförfattare, medskapare av Skrotnisse och hans vänner.[47]
- 22 januari – Arno Penzias, 90, amerikansk fysiker och radioastronom, nobelpristagare i fysik 1978.[48]
- 22 januari – Anatolij Polivoda, 76, ukrainsk basketspelare (tävlade för Sovjetunionen), OS-guld (lag-guld) 1972.[49]
- 22 januari – Luigi "Gigi" Riva, 79, italiensk fotbollsspelare.[50]
- 22 januari – Margo Smith, 81, amerikansk sångare och låtskrivare.[51]
- 23 januari – Frank Farian, 82, tysk musikproducent och sångare.[52]
- 23 januari – Melanie Safka, 76, amerikansk sångare och låtskrivare.[53]
- 23 januari – Anders Sandberg, 55, svensk musiker och sångare ("Dagger" i Rednex).[54]
- 24 januari – Carl Andre, 88, amerikansk skulptör.[55]
- 24 januari – Jesse Jane, 43, amerikansk porrskådespelare.[56]
- 24 januari – N. Scott Momaday, 89, amerikansk författare, essäist och poet.[57]
- 27 januari – Lillebjørn Nilsen, 73, norsk sångare, musiker och låtskrivare.[58]
- 29 januari – Fernando Acevedo, 77, peruansk kortdistanslöpare.[59]
- 29 januari – Eiko Duke-Soei, 98, japansk-svensk översättare och författare, samt teceremonimästare i Urasenke-traditionen.[60]
- 29 januari – Arne Hegerfors, 81, svensk sportjournalist och TV-programledare.[61]
- 29 januari – Sandra Milo, 90, italiensk skådespelare.[62]
- 30 januari – Jean Carnahan, 90, amerikansk demokratisk politiker, senator (från Missouri) 2001–2002 och Missouris första dam 1993–2000.[63]
- 30 januari – Zdeněk Pecka, 69, tjeckisk roddare (tävlade för Tjeckoslovakien), OS-brons 1976 och 1980.[64]
- 31 januari – Birgitta Gedin, 95, svensk barnboksförfattare.[65]

## Februari

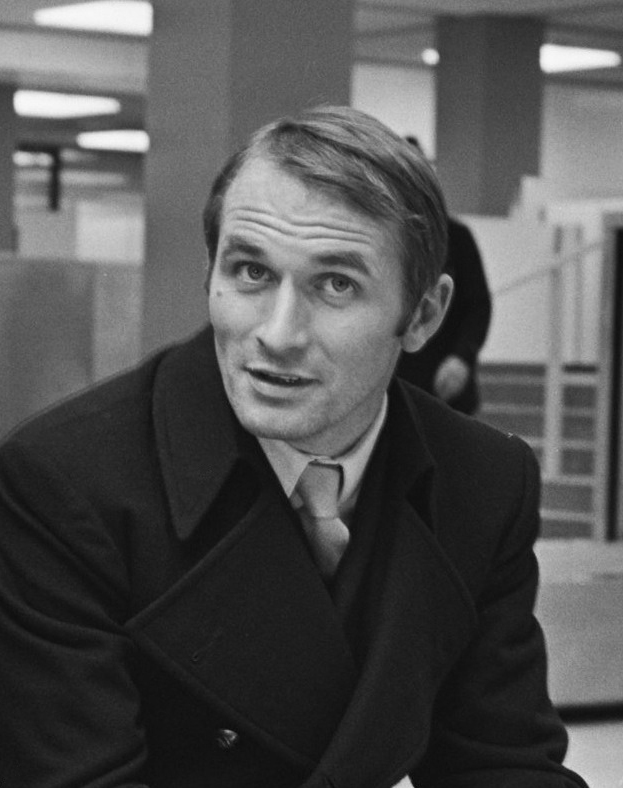
Den svenske fotbollsspelaren Kurt "Kurre" Hamrin avled 4 februari, 89 år gammal.

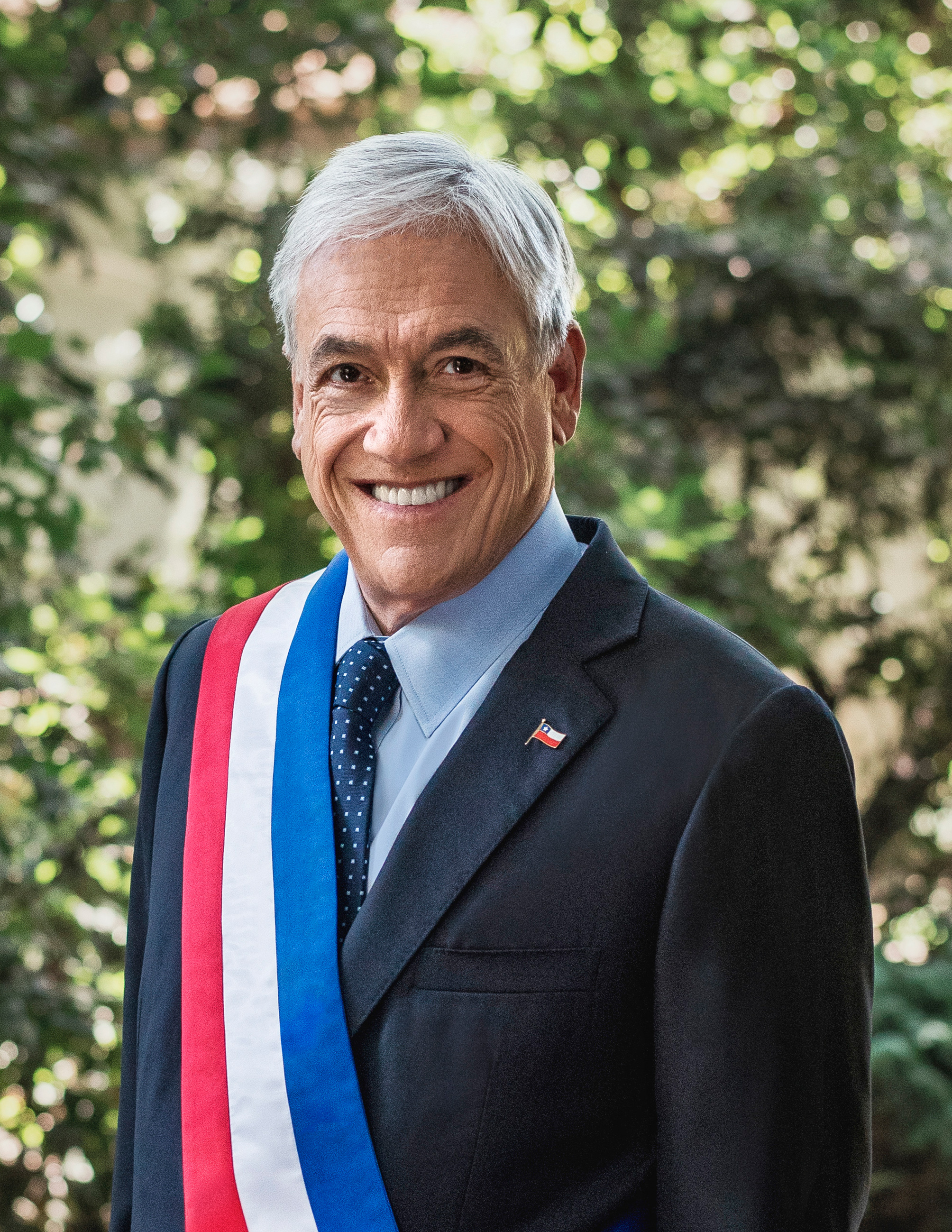
Chiles tidigare president Sebastián Piñera avled 6 februari, 74 år gammal.

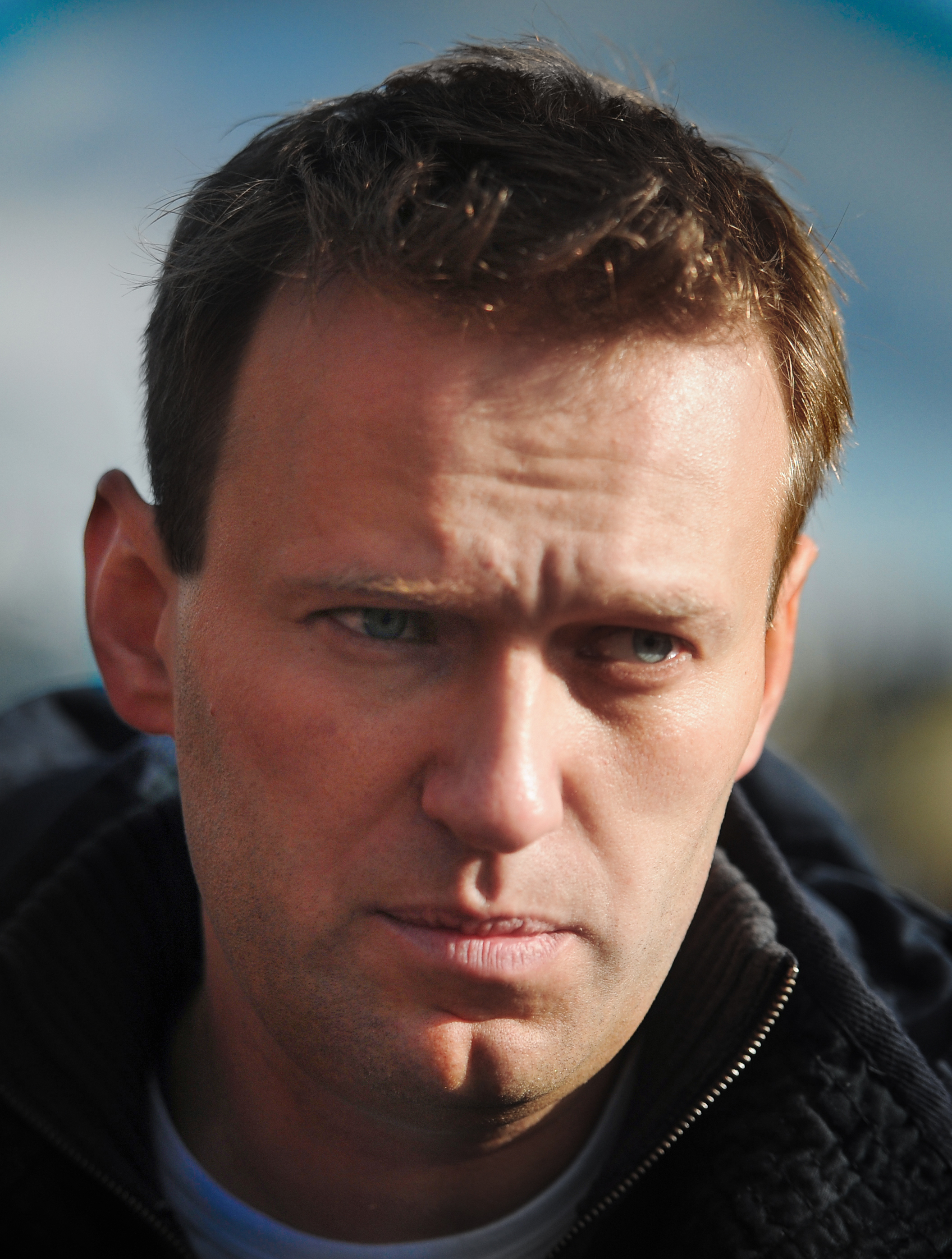
Den ryske regimkritikern Aleksej Navalnyj avled 16 februari, 47 år gammal.

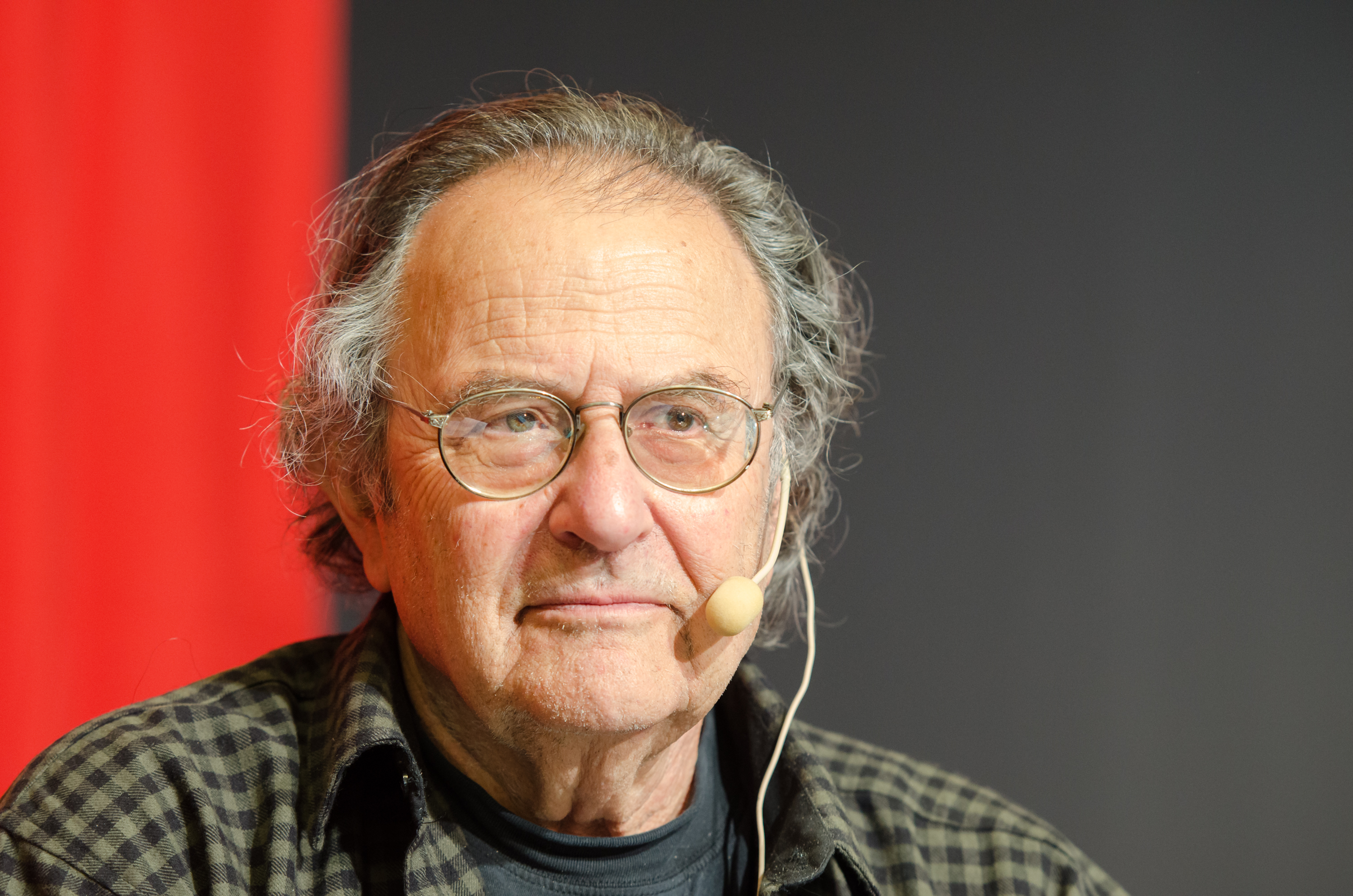
Den svenske musikern och kompositören Georg Riedel avled 25 februari, 90 år gammal.

- 1 februari – Michel Jazy, 87, fransk friidrottare (löpare), olympisk silvermedaljör 1960 och europamästare 1962 och 1966.[66]
- 1 februari – Garth Manton, 94, australisk roddare, OS-bronsmedaljör 1956.[67]
- 1 februari – Carl Weathers, 76, amerikansk skådespelare (Rocky 1–4 och Rovdjuret).[68]
- 2 februari – Paulin J. Hountondji, 81, beninsk filosof och akademiker.[69]
- 2 februari – Don Murray, 94, amerikansk skådespelare.[70]
- 2 februari – Oskar Negt, 89, tysk socialfilosof och sociolog.[71]
- 3 februari – Aston "Family Man" Barrett, 77, jamaicansk musiker, låtskrivare och musikproducent (bl.a med Bob Marley and the Wailers).[72]
- 3 februari – Pietro Fioriniello, 60, svensk-italiensk kock och entreprenör, känd som TV-kock i TV-programmet Första dejten.[73]
- 3 februari – Viktor Emanuel av Savojen, 86, italiensk tronföljare, son till Umberto II av Italien.[74]
- 4 februari – Hage Geingob, 82, namibisk politiker, president sedan 2015 och premiärminister 1990–2002 samt 2012–2015.[75]
- 4 februari – Kurt "Kurre" Hamrin, 89, svensk fotbollsspelare.[76][77]
- 4 februari – Göran Hermansson, 49, svensk ishockeyspelare.[78]
- 4 februari – Shen Rong, 87, kinesisk författare.[79]
- 5 februari – Dries van Agt, 93, nederländsk politiker, premiärminister 1977–1982.[80]
- 5 februari – Riikka Hakola, 61, finländsk operasångare.[81]
- 5 februari – Toby Keith, 62, amerikansk countrysångare och låtskrivare.[82]
- 6 februari – John Bruton, 76, irländsk politiker, premiärminister 1994–1997.[83]
- 6 februari – Lars Humble, 82, svensk skådespelare.[84]
- 6 februari – Seiji Ozawa, 88, japansk dirigent.[85]
- 6 februari – Sebastián Piñera, 74, chilensk politiker, president 2010–2014 samt 2018–2022.[86]
- 7 februari – Louise Lyberg, 91, svensk statsfru och konstexpert.[87]
- 7 februari – Qristina Ribohn, 68, svensk dokusåpaprofil (Farmen, m m).[88]
- 9 februari – Robert Badinter, 95, fransk jurist och politiker, justitieminister 1981–1986.[89]
- 9 februari – Roland Grip, 83, svensk fotbollsspelare.[90]
- 9 februari – Svante Nycander, 91, svensk tidningsman.[91]
- 9 februari – Damo Suzuki, 74, japansk sångare och låtskrivare.[92]
- 10 februari – Günter Brus, 85, österrikisk konstnär.[93]
- 10 februari – Edward Lowassa, 70, tanzanisk politiker, premiärminister 2005–2008.[94]
- 11 februari – Allen Bard, 90, amerikansk elektrokemist.[95]
- 11 februari – Kelvin Kiptum, 24, kenyansk långdistans- och maratonlöpare, världsrekordhållare inom maratonlöpning.[96]
- 13 februari – Johanna von Koczian, 90, tysk skådespelare.[97]
- 13 februari – Jussi Raittinen, 80, finländsk sångare, musiker och låtskrivare.[98]
- 14 februari – Anatolij Versjik, 90, rysk matematiker.[99]
- 15 februari – Enric Badia Romero, 93, spansk serieskapare och serietecknare.[100]
- 15 februari – Kagney Linn Karter, 36, amerikansk porrskådespelare.[101]
- 15 februari – Henry Rono, 72, kenyansk långdistanslöpare, världsrekordhållare på 3000 m, 3000 m hinder, 5000 m och 10000 m.[102]
- 16 februari – Aleksej Navalnyj, 47, rysk oppositionsledare och regimkritiker.[103]
- 16 februari – Lars O Nordmark, 85, svensk överste i armén.[104]
- 17 februari – Johan Galtung, 93, norsk professor och freds- och konfliktforskare.[105]
- 17 februari – Levan Tediasjvili, 75, georgisk brottare (tävlade för Sovjetunionen), OS-guld 1972 och 1976.[106]
- 18 februari – Lennart Levi, 93, svensk stressforskare, professor och politiker.[107]
- 20 februari – Erik Bergkvist, 58, svensk socialdemokratisk politiker, europaparlamentariker sedan 2019.[108]
- 20 februari – Roland Bertin, 93, fransk skådespelare.[109]
- 20 februari – Andreas Brehme, 63, tysk fotbollsspelare och tränare.[110]
- 20 februari – Vasile Dîba, 69, rumänsk kanotist, OS-guld 1976.[111]
- 20 februari – Anfinn Kallsberg, 76, färöisk politiker.[112]
- 21 februari – Robert D. Fulton, 94, amerikansk demokratisk politiker, guvernör i Iowa (1–16 januari 1969).[113]
- 21 februari – Roger Guillemin, 100, fransk-amerikansk endokrinolog och nobelpristagare i medicin och fysiologi 1977.[114]
- 21 februari – Micheline Presle, 101, fransk skådespelare.[115]
- 21 februari – Pamela Salem, 80, brittisk skådespelare.[116]
- 21 februari – Abdul Taib Mahmud, 87, malaysisk politiker, chefsminister i Sarawak 1981–2014 och guvernör i Sarawak 2014–2024.[117]
- 22 februari – Inga-Lena Fischer, 75, svensk journalist.[118]
- 22 februari – Jean-Guy Talbot, 91, kanadensisk ishockeyspelare och tränare.[119]
- 23 februari – Anita Blom, 94, svensk skådespelare.[120]
- 23 februari – Irene Camber, 98, italiensk fäktare, OS-guld 1952.[121]
- 23 februari – Ronnie Campbell, 80, brittisk labour-politiker, parlamentsledamot 1987–2019.[122]
- 23 februari – Wilson Fittipaldi, 80, brasiliansk racerförare.[123]
- 23 februari – Chris Gauthier, 48, brittiskfödd kanadensisk skådespelare.[124]
- 23 februari – Manohar Joshi, 86, indisk politiker, chefsminister i Maharashtra 1995–1999, minister för tung industri 1999–2002 och talman i parlamentet Lok Sabha 2002–2004.[125]
- 24 februari – Patrick Cormack, 84, brittisk konservativ politiker, parlamentsledamot 1970–2010 och medlem av överhuset sedan 2010.[126]
- 24 februari – Lyn Hejinian, 82, amerikansk poet, essäist och översättare.[127]
- 24 februari – Ulrik le Fevre, 77, dansk fotbollsspelare.[128]
- 24 februari – Kenneth Mitchell, 49, kanadensisk skådespelare (Star Trek: Discovery, Captain Marvel, m m).[129]
- 24 februari – Chris Nicholl, 77, brittisk fotbollsspelare och tränare (som bl.a spelade för Nordirland).[130]
- 24 februari – Dag Olsson, 79, svensk ishockeydomare.[131]
- 24 februari – Brian Stableford, 75, brittisk science fiction-författare.[132]
- 24 februari – Gunnar Weman, 91, svensk kyrkoledare, ärkebiskop 1993–1997.[133]
- 25 februari – Gabriela Grillo, 71, tysk ryttare (tävlade för Västtyskland), OS-guld 1976.[134]
- 25 februari – Georg Riedel, 90, svensk musiker och kompositör.[135]
- 26 februari – Rolf Aamot, 89, norsk konstnär, fotograf och regissör.[136]
- 26 februari – Giuseppe D'Altrui, 89, italiensk vattenpolospelare, OS-guld 1960.[137]
- 26 februari – René Pollesch, 61, tysk dramatiker och teaterregissör.[138]
- 26 februari – Stein Winge, 83, norsk teaterregissör och skådespelare.[139]
- 27 februari – Michael Culver, 85, brittisk skådespelare.[140]
- 27 februari – Richard Lewis, 76, amerikansk komiker och skådespelare.[141]
- 27 februari – Richard H. Truly, 86, amerikansk astronaut och stridspilot, chef för NASA 1989–1992.[142]
- 28 februari – Nikolaj Ryzjkov, 94, rysk politiker, sovjetisk premiärminister 1985–1991 och medlem av ryska Federationsrådet 2003–2023.[143]
- 29 februari – Brian Mulroney, 84, kanadensisk politiker, premiärminister 1984–1993.[144]
- 29 februari – Ali Hassan Mwinyi, 98, tanzanisk politiker, president 1985–1995.[145]
- 29 februari – Paolo Taviani, 92, italiensk filmregissör och manusförfattare.[146]

## Mars

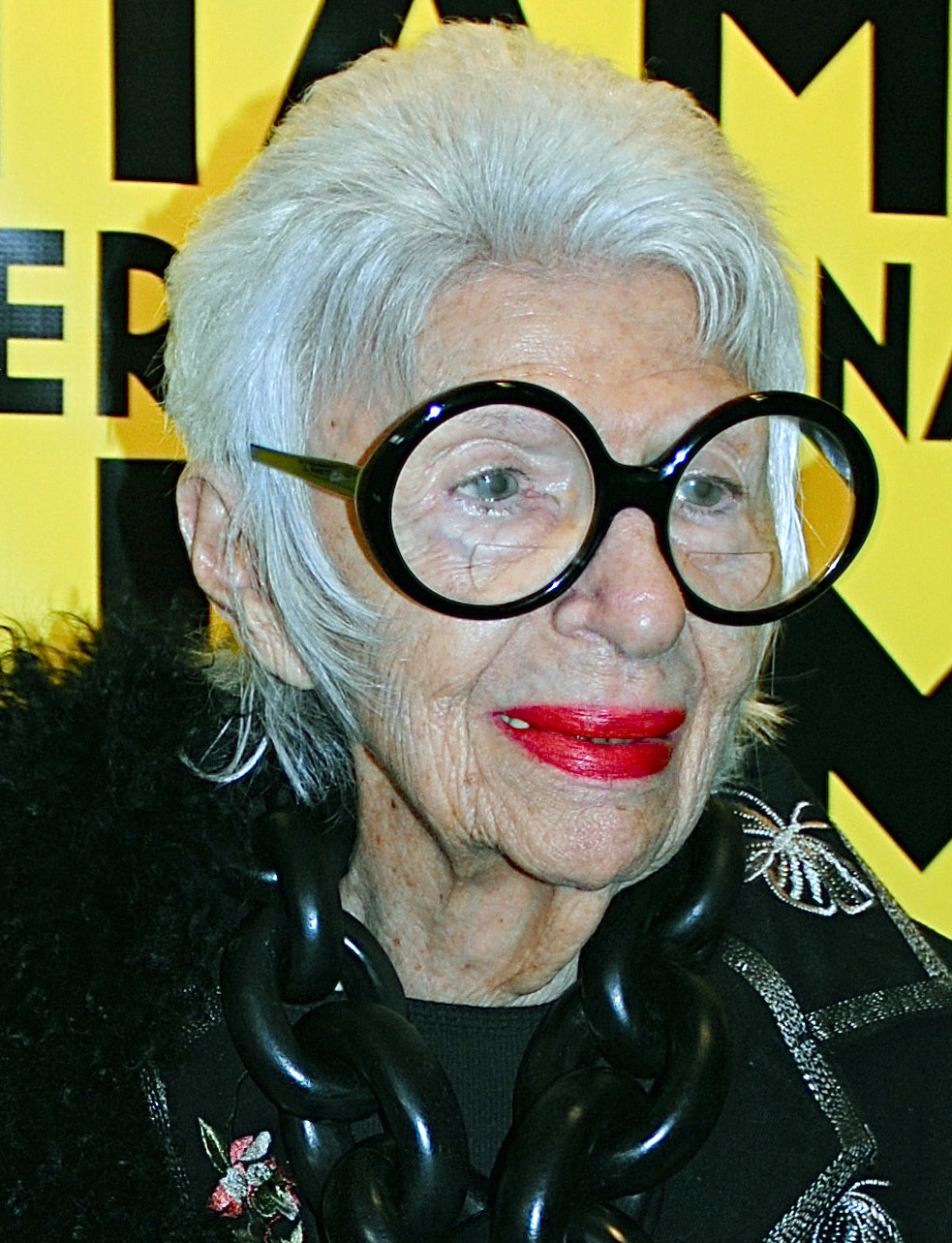
Den amerikanska inrednings- och modedesignern Iris Apfel avled 1 mars, 102 år gammal.

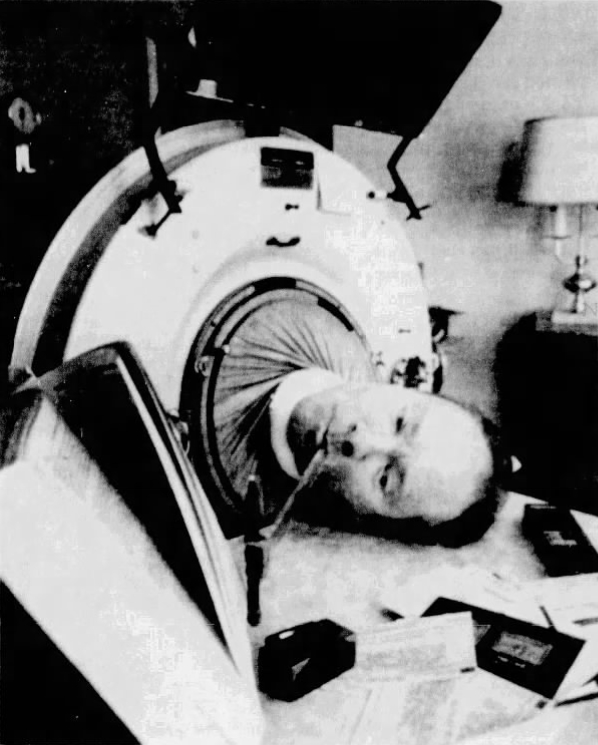
Den amerikanske juristen och polioöverlevaren Paul Alexander avled 11 mars, 78 år gammal.

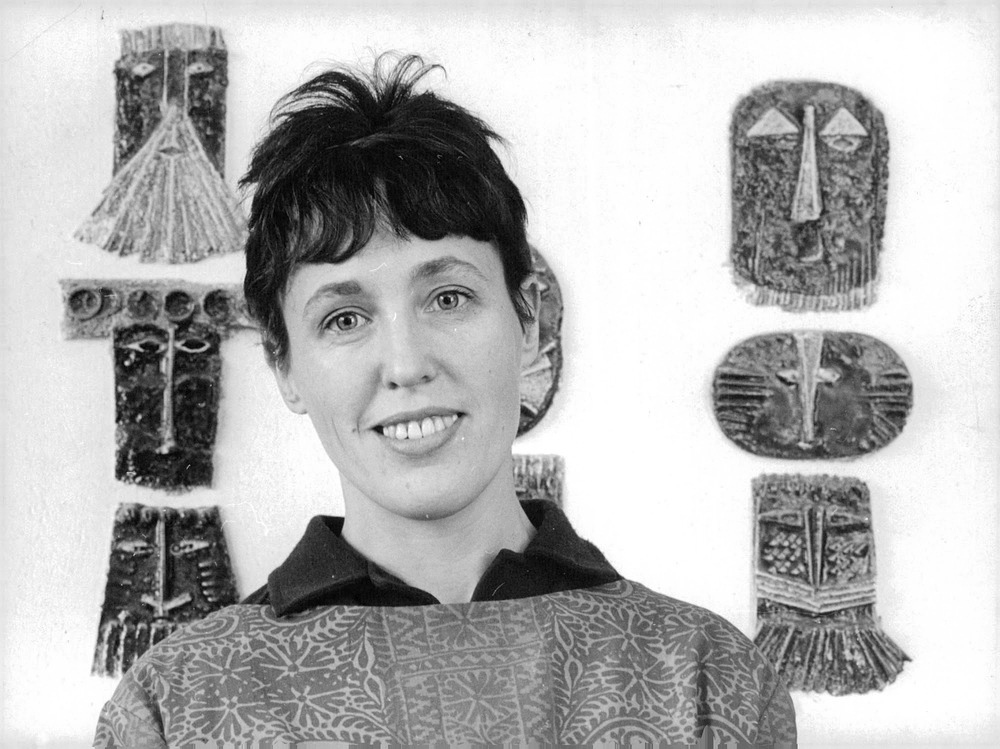
Den svenska keramikern Lisa Larson avled 11 mars, 92 år gammal.

- 1 mars – Iris Apfel, 102, amerikansk modedesigner, inredningsdesigner och affärskvinna.[147]
- 1 mars – Péter Povázsay, 77, ungersk kanotist, VM-guld 1975.[148]
- 1 mars – Akira Toriyama, 68, japansk serieskapare och speldesigner (Dragon Ball).[149]
- 2 mars – Søren Pape Poulsen, 52, dansk politiker, partiledare för De Konservative från 2014 och justitieminister 2016–2019.[150]
- 2 mars – Madeleine Ramel, 96, svensk grevinna och antirasistisk samhällsdebattör.[151]
- 3 mars – Edward Bond, 89, brittisk dramatiker, teaterregissör och manusförfattare.[152]
- 3 mars – Oscar Ghiglia, 85, italiensk klassisk gitarrist.[153]
- 4 mars – Barbara Balzerani, 75, italiensk militant kommunistisk aktivist och terrorist (Röda brigaderna).[154]
- 4 mars – Kees Rijvers, 97, nederländsk fotbollsspelare och tränare.[155]
- 6 mars – Hreinn Friðfinnsson, 81, isländsk bild- och konceptkonstnär.[156]
- 6 mars – Martin Ndongo-Ebanga, 57, kamerunsk boxare, OS-brons 1984.[157]
- 7 mars – Steve Lawrence, 88, amerikansk sångare och skådespelare.[158]
- 8 mars – Herbert Kroemer, 95, tysk fysiker, nobelpristagare i fysik 2000.[159]
- 9 mars – Malcolm Holcombe, 68, amerikansk sångare och låtskrivare.[160]
- 10 mars – Percy Adlon, 88, tysk filmregissör och manusförfattare.[161]
- 11 mars – Paul Alexander, 78, amerikansk jurist och polioöverlevare.[162]
- 11 mars – Emilio Correa, 70, kubansk boxare, OS-guld 1972.[163]
- 11 mars – Lisa Larson, 92, svensk keramiker.[164]
- 11 mars – Gunnar Steneby, 87, svensk scenograf.[165]
- Exakt datum saknas – Eric Carmen, 74, amerikansk sångare och låtskrivare.[166]
- 12 mars – Terry Everett, 87, amerikansk republikansk politiker, representanthusledamot 1993–2009.[167]
- 12 mars – Arne Olsson, 93, svensk prästman och missionsbiskop.[168]
- 12 mars – Rey Destroller, 22, mexikansk fribrottare.[169]
- 13 mars – Michael Cavanagh, 62, kanadensisk operachef och -regissör, dramaturg och librettist.[170]
- 13 mars – Marcello Gandini, 85, italiensk bildesigner (Lamborghini).[171]
- 13 mars – Aribert Reimann, 88, tysk kompositör och pianist.[172]
- 14 mars – David Breashears, 68, amerikansk bergsbestigare och filmskapare.[173]
- 14 mars – Sven-Olof Sällström, 55, svensk politiker (sverigedemokrat), riksdagsledamot sedan 2010.[174]
- 14 mars – Frans de Waal, 75, nederländsk primatolog och etolog.[175]
- 15 mars – Karl-Ove Mannberg, 89, svensk violinist och konsertmästare.[176]
- 16 mars – David Seidler, 86, brittisk-amerikansk pjäs- och manusförfattare.[177]
- Exakt datum saknas – Marwan Issa, 58, palestinsk militant ledare, ställföreträdande befälhavare för Hamas militära gren Izz ad-Din al-Qassam-brigaderna.[178]
- 17 mars – Steve Harley, 73, brittisk sångare och låtskrivare.[179]
- 18 mars – Peter Bolliger, 86, schweizisk roddare, OS-brons 1968.[180]
- 18 mars – Kanstantsin Kaltsoŭ, 42, belarusisk ishockeyspelare.[181]
- 18 mars – Chris Simon, 52, kanadensisk ishockeyspelare.[182]
- 18 mars – Thomas Stafford, 93, amerikansk astronaut.[183]
- 19 mars – M. Emmet Walsh, 88, amerikansk skådespelare.[184]
- 20 mars – Sten Elfström, 81, svensk skådespelare.[185]
- 20 mars – Tor-Erik Rautio, 78, svensk trummis - originalmedlem i The Shanes.[186]
- 20 mars – Vernor Vinge, 79, amerikansk science fiction-författare, matematiker och datavetare.[187]
- 21 mars – Frédéric Mitterrand, 76, fransk författare, manusförfattare, regissör, TV-personlighet och politiker, kulturminister 2009–2012.[188]
- 22 mars – Bertil Almlöf, 93, svensk målare och grafiker.[189]
- 22 mars – Laurent de Brunhoff, 98, fransk författare och illustratör (Babar).[190]
- 23 mars – Ulf Georgsson, 61, svensk dansbandsmusiker och låtskrivare.[191]
- 23 mars – Maurizio Pollini, 82, italiensk pianist.[192]
- 23 mars – Abdulah Sidran, 79, bosnisk författare, poet och manusförfattare.[193]
- 24 mars – Péter Eötvös, 80, ungersk kompositör, dirigent och musikpedagog.[194]
- 24 mars – Violetta Quesada, 76, kubansk kortdistanslöpare, OS-silver 1968.[195]
- 25 mars – Humphrey Campbell, 66, surinamesisk-nederländsk sångare, låtskrivare och musikproducent.[196]
- 25 mars – Fritz Wepper, 82, tysk skådespelare.[197]
- 26 mars – Richard Serra, 85, amerikansk skulptör.[198]
- 27 mars – Daniel Kahneman, 90, israelisk-amerikansk psykolog och nationalekonom, mottagare av Sveriges riksbanks pris i ekonomisk vetenskap till Alfred Nobels minne 2002.[199]
- 27 mars – Joseph "Joe" Lieberman, 82, amerikansk demokratisk politiker (oberoende efter 2006), senator 1989–2013.[200]
- 28 mars – Kurt Elimä, 84, svensk backhoppare.[201]
- 29 mars – Louis Gossett Jr., 87, amerikansk skådespelare.[202]
- 29 mars – Péter Juhász, 75, ungersk fotbollsspelare.[203]
- 29 mars – Silver Cat, 53, mexikansk fribrottare.[204]
- 30 mars – Bill Delahunt, 82, amerikansk demokratisk politiker, representanthusledamot 1997–2011.[205]
- 30 mars – Chance Perdomo, 27, amerikansk-brittisk skådespelare.[206]
- 31 mars – Barbara Rush, 97, amerikansk skådespelare.[207]
- 31 mars – Pavel Svojanovský, 80, tjeckisk roddare (tävlade för Tjeckoslovakien), OS-silver 1972 och OS-brons 1976.[208]

## April

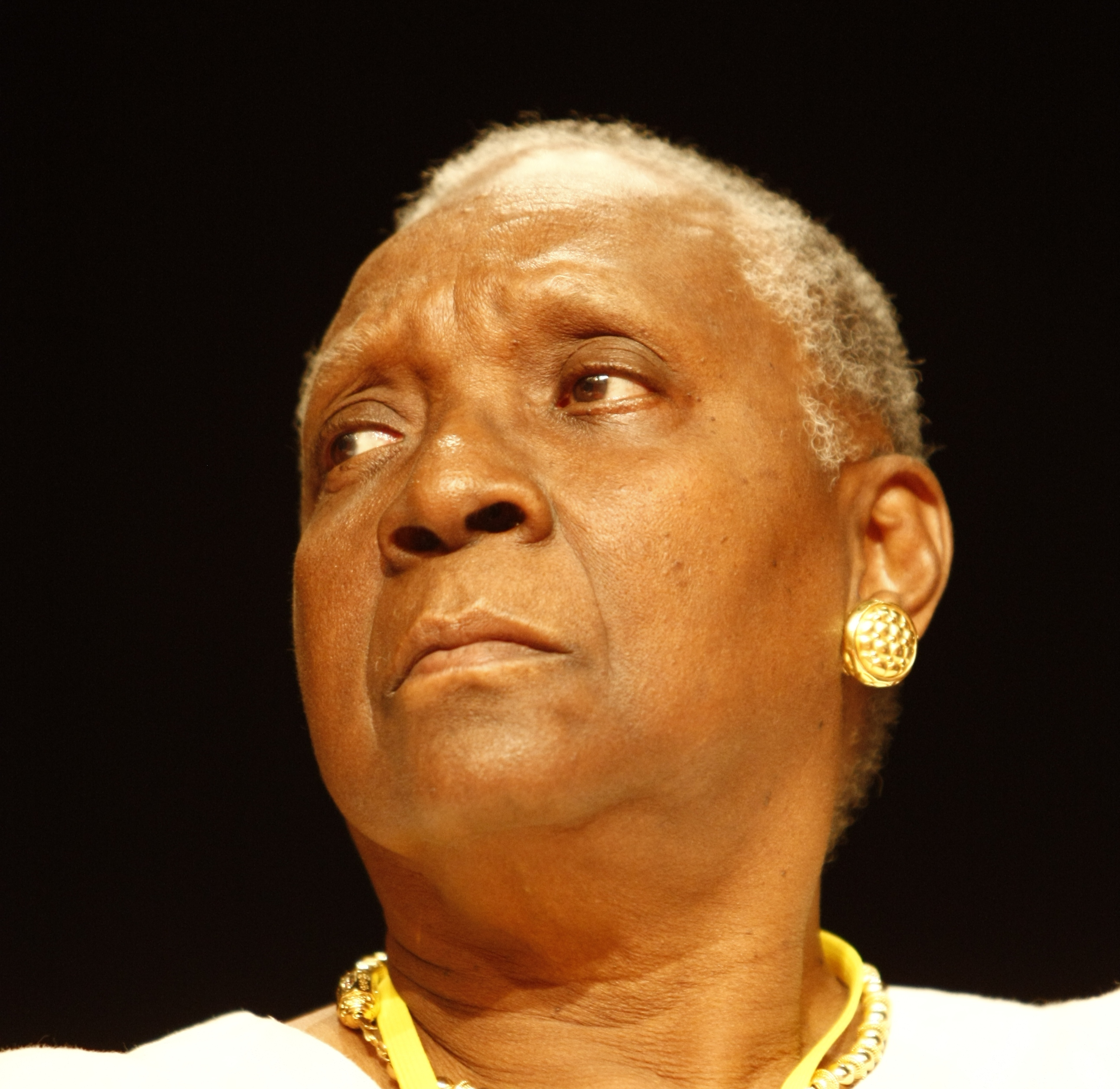
Den guadeloupiska författaren Maryse Condé avled 2 april, 90 år gammal.

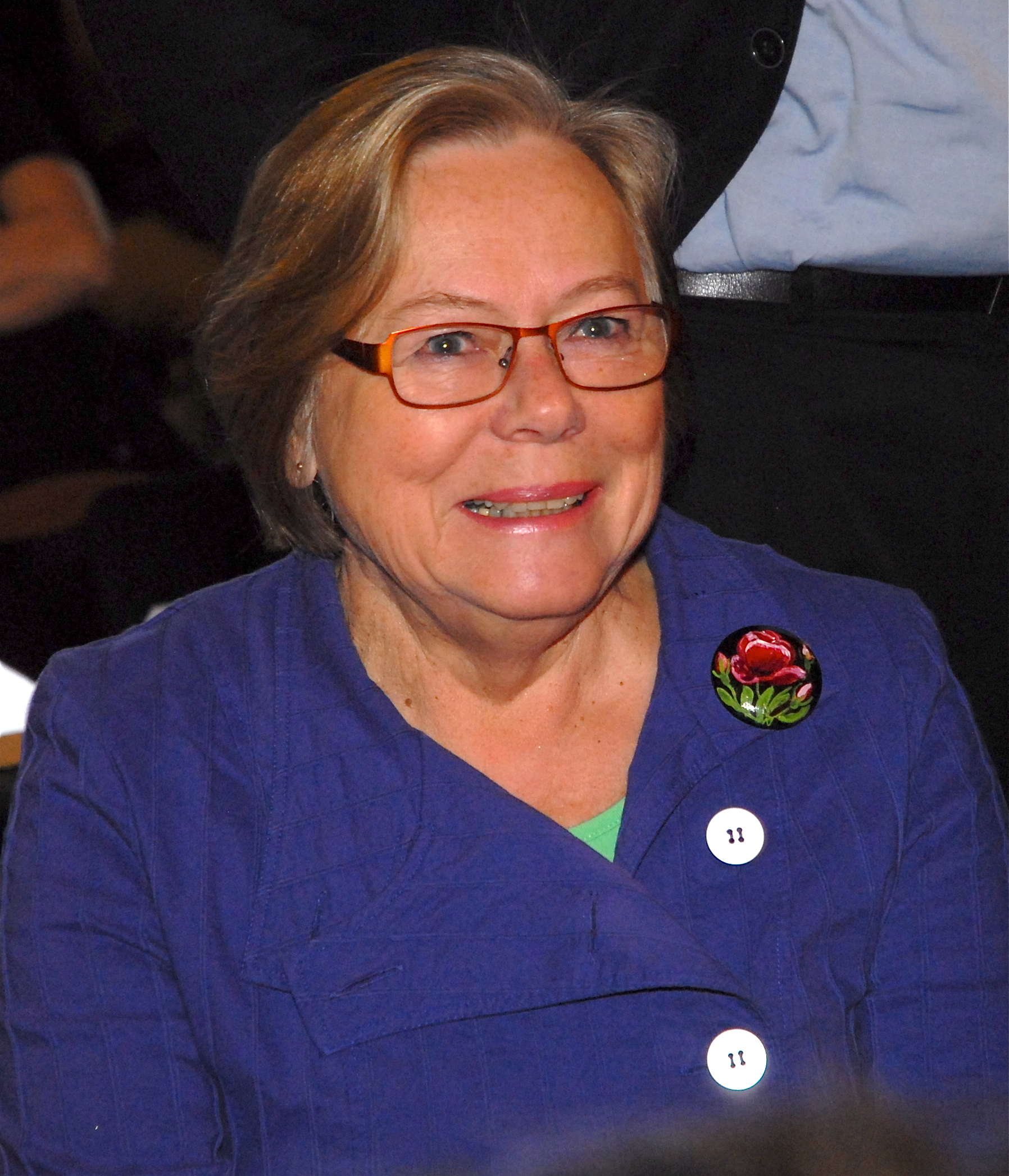
Den svenska socialdemokratiska politikern Anna-Greta Leijon, bland annat tidigare arbetsmarknadsminister och justitieminister, avled 11 april, 84 år gammal.

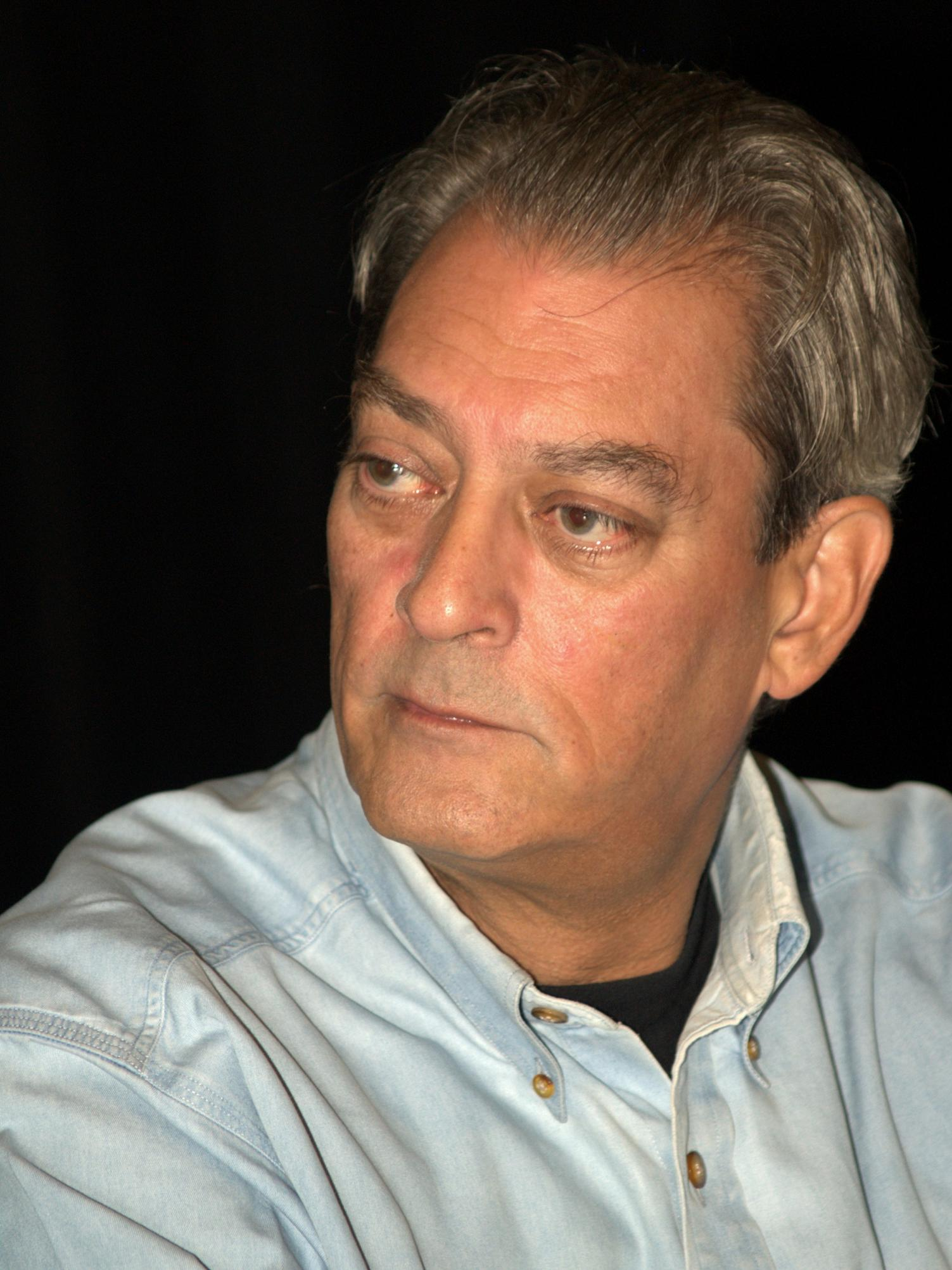
Den amerikanske författaren Paul Auster avled 30 april, 77 år gammal.

- 1 april – Ulf Jansson, 87, svensk sportjournalist.[209]
- 2 april – John Barth, 93, amerikansk författare.[210]
- 2 april – Maryse Condé, 90, guadeloupisk författare.[211]
- 2 april – Christopher Durang, 75, amerikansk dramatiker och manusförfattare.[212]
- 2 april – Arne Eriksson, 93, svensk skådespelare, regissör och balettdansör.[213]
- 2 april – Göran Hagberg, 76, svensk fotbollsmålvakt.[214]
- 3 april – Veljko Bulajić, 96, montenegrinsk filmregissör.[215]
- 3 april – Vera Tschechowa, 83, tysk skådespelare, regissör, manusförfattare och producent.[216]
- 4 april – Lynne Reid Banks, 94, brittisk författare.[217]
- 5 april – Mohammed Dionne, 64, senegalesisk politiker, premiärminister 2014–2019.[218]
- 6 april – Ulla Blomstrand, 87, svensk skådespelare.[219]
- 6 april – Joseph E. Brennan, 89, amerikansk demokratisk politiker, Maines guvernör 1979–1987 och representanthusledamot 1987–1991.[220]
- 6 april – Bjørgulv Straume, 85, norsk folkmusiker, mungigespelare och mungigesmed.[221]
- 6 april – Esko-Juhani Tennilä, 76, finländsk politiker (Vänsterförbundet), riksdagsledamot 1975–2011.[222]
- 7 april – Barbara Czarniawska, 75, polsk-svensk professor i företagsekonomi.[223]
- 7 april – Pat Hennen, 70, amerikansk roadracingförare.[224]
- 7 april – Clarence "Frogman" Henry, 87, amerikansk sångare, musiker och låtskrivare.[225]
- 7 april – Gunnar Törnqvist, 91, svensk geograf.[226]
- 8 april – Peter Higgs, 94, brittisk fysiker, nobelpristagare i fysik 2013.[227]
- 10 april – Trina Robbins, 85, amerikansk serieskapare.[228]
- 10 april – O.J. Simpson, 76, amerikansk utövare av amerikansk fotboll, skådespelare och dömd brottsling.[229]
- 11 april – Anna-Greta Leijon, 84, svensk politiker (socialdemokrat), arbetsmarknadsminister 1982–1987 och justitieminister 1987–1988.[230]
- 11 april – Shigeharu Ueki, 69, japansk fotbollsspelare.[231]
- Exakt datum saknas – Akebono Tarō, 54, amerikanskfödd japansk sumobrottare.[232]
- 12 april – Roberto Cavalli, 83, italiensk modedesigner.[233]
- 12 april – Eleanor Coppola, 87, amerikansk dokumentärfilmare, konstnär och kostymör.[234]
- 12 april – Olga Fikotová, 91, tjeckisk-amerikansk diskuskastare (tävlade för Tjeckoslovakien), OS-guld 1956.[235]
- 13 april – Paulino Monsalve, 65, spansk landhockeyspelare, OS-silver (lagsilver) 1980.[236]
- 15 april – Whitey Herzog, 92, amerikansk basebollspelare och tränare.[237]
- 15 april – Bernd Hölzenbein, 78, tysk fotbollsspelare, världsmästare 1974.[238]
- 16 april – Vladimir Andrejev, 57, rysk friidrottare i gång, OS-brons 2000.[239]
- 16 april – Rodney Gould, 81, brittisk roadracingförare.[240]
- 16 april – Bob Graham, 87, amerikansk demokratisk politiker, Floridas guvernör 1979–1987 och senator 1987–2005.[241]
- 17 april – Chips Keswick, 84, brittisk affärs- och bankman, ordförande för Arsenal FC 2013–2020.[242]
- 18 april – Dickey Betts, 80, amerikansk gitarrist, sångare och låtskrivare (Allman Brothers Band).[243]
- 18 april – Laurence Broderick, 88, brittisk skulptör.[244]
- 19 april – Daniel Dennett, 82, amerikansk filosof, kognitions- och evolutionsvetare och författare.[245]
- 19 april – Claes Fellbom, 81, svensk regissör, librettist och manusförfattare, Folkoperans grundare och dess konstnärlige ledare fram till 2007.[246]
- 20 april – Kaj Chydenius, 84, finländsk kompositör och musiker.[247]
- 20 april – Andrew Davis, 80, brittisk dirigent.[248]
- 20 april – David Pryor, 89, amerikansk demokratisk politiker, Arkansas guvernör 1975–1979 och senator 1979–1997.[249]
- 20 april – Pauli Siitonen, 86, finländsk längdskidåkare, vinnare av Vasaloppet 1973.[250]
- Exakt datum saknas – Chan Romero, 82, amerikansk sångare och låtskrivare.[251]
- 21 april – Jerome Rothenberg, 92, amerikansk poet och översättare.[252]
- 22 april – Philippe Laudenbach, 88, fransk skådespelare.[253]
- 23 april – Terry Carter, 95, amerikansk skådespelare.[254]
- 23 april – Frank Field, 81, brittisk politiker (Labour), parlamentsledamot 1979–2019.[255]
- 23 april – Yukio Kasaya, 80, japansk backhoppare, OS-guld 1972.[256]
- 23 april – Mai Raud-Pähn, 103, estnisk-svensk konsthistoriker, journalist och lärare.[257]
- 23 april – Francisco Rodríguez, 78, venezuelansk boxare, OS-guld 1968.[258]
- 23 april – Helen Vendler, 90, amerikansk litteraturvetare och litteraturkritiker.[259]
- 24 april – Mike Pinder, 82, brittisk musiker och låtskrivare (The Moody Blues).[260]
- 25 april – Laurent Cantet, 63, fransk filmregissör, manusförfattare och filmfotograf.[261]
- 25 april – Kaisa Korhonen, 82, finländsk teaterregissör, dramatiker och skådespelare.[262]
- 27 april – C.J. Sansom, 71, brittisk författare.[263]
- 28 april – William Calley, 80, amerikansk militärofficer och krigsförbrytare, dömd för Son My-massakern 1968.[264]
- 28 april – Jean-Pierre Giudicelli, 81, fransk femkampare, OS-brons 1968.[265][266]
- 28 april – Elisabeth Husmark, 92, svensk journalist.[267]
- 29 april – Mychajlo Fomenko, 75, ukrainsk fotbollsspelare och tränare (spelade för Sovjetunionen).[268]
- 29 april – Tove Naess, 64, svensk sångare.[269]
- 30 april – Paul Auster, 77, amerikansk författare och manusförfattare.[270]
- 30 april – Duane Eddy, 86, amerikansk gitarrist och låtskrivare.[271]
- 30 april – Paul Lederhausen, 87, svensk entreprenör, vd för McDonald's i Sverige 1973–1993.[272]

## Maj

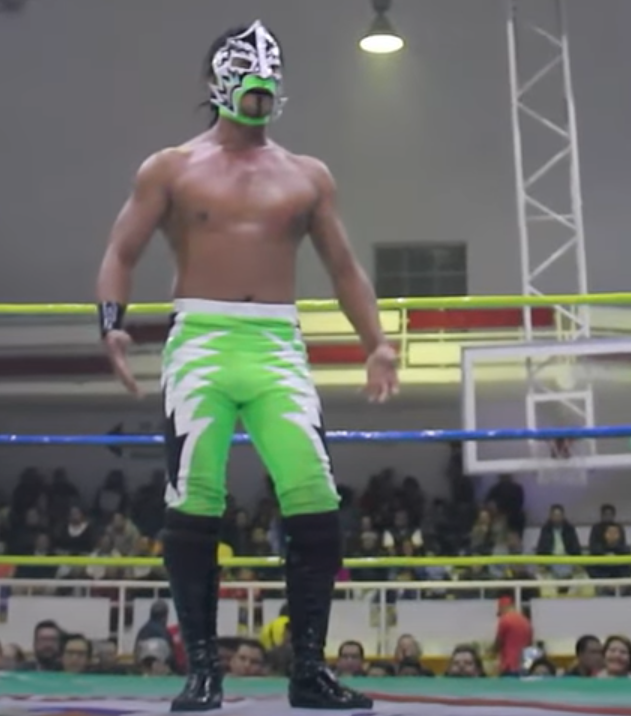
Den mexikanske fribrottaren Pequeño Nitro avled 3 maj, 40 år gammal.

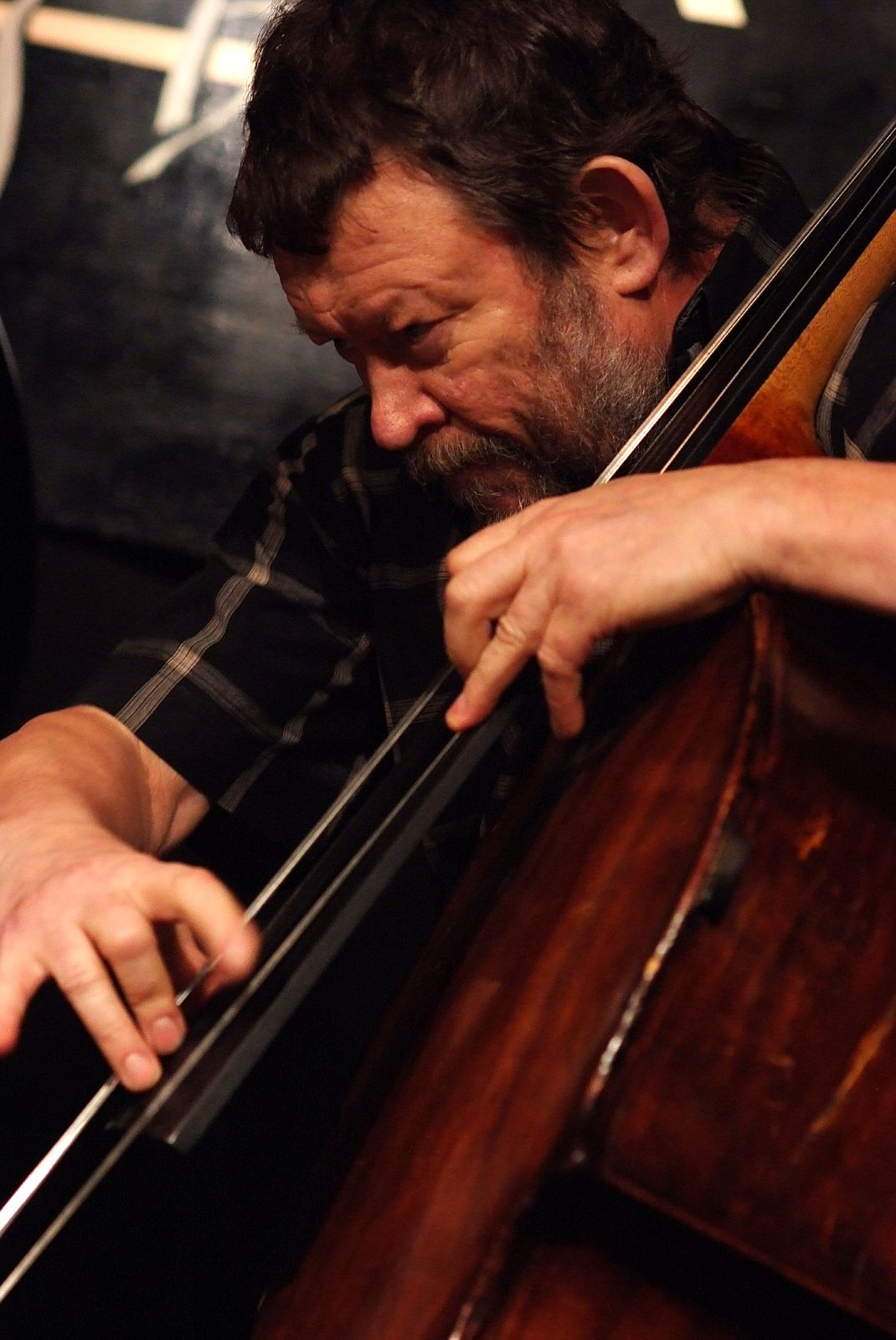
Den svenske jazzmusikern Palle Danielsson avled 18 maj, 77 år gammal.

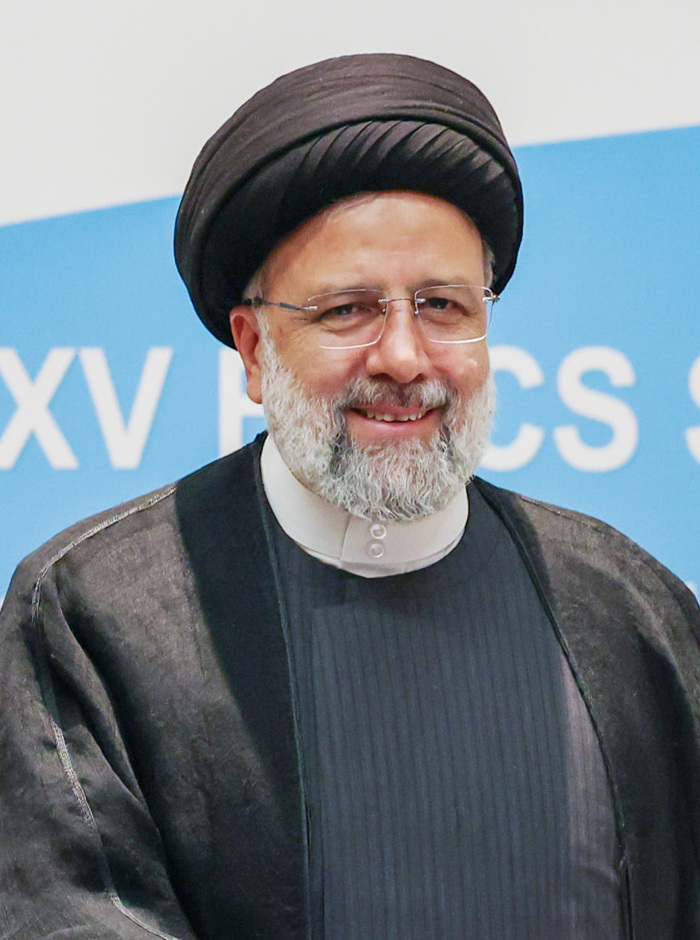
Den iranske politikern och presidenten Ebrahim Raisi avled 19 maj, 63 år gammal.

- 1 maj – Richard Tandy, 76, brittisk keyboardspelare (Electric Light Orchestra).[273]
- 2 maj – Sjoukje Dijkstra, 82, nederländsk konståkare, OS-guld 1964 och flerfaldig världsmästare.[274]
- 3 maj – László Hammerl, 82, ungersk sportskytt, OS-guld 1964.[275]
- 3 maj – Pequeño Nitro, 40, mexikansk fribrottare.[276]
- 4 maj – Frank Stella, 87, amerikansk bildkonstnär.[277]
- 5 maj – Bernard Hill, 79, brittisk skådespelare.[278]
- 5 maj – César Luis Menotti, 85, argentinsk fotbollsspelare och tränare.[279]
- 5 maj – Alexander Reichenberg, 31, norsk-svensk ishockeyspelare.[280]
- 6 maj – Bernard Pivot, 89, fransk journalist, författare och programledare för kulturprogram i TV.[281]
- 7 maj – Steve Albini, 61, amerikansk musiker, musikproducent, ljudtekniker och musikjournalist.[282]
- 8 maj – Chris Cannon, 73, amerikansk republikansk politiker, representanthusledamot 1997–2009.[283]
- 8 maj – Jan Lundqvist, 97, svensk geolog.[284]
- 8 maj – Pete McCloskey, 96, amerikansk republikansk politiker, representanthusledamot 1967–1983.[285]
- 8 maj – Peter Pluntky, 83, svensk antikexpert (leksaksexpert i Antikrundan 1989–2012).[286]
- 9 maj – Colin Breed, 77, brittisk politiker (Lib Dem), parlamentsledamot 1997–2010.[287]
- 9 maj – Sean Burroughs, 43, amerikansk basebollspelare.[288]
- 9 maj – Shirley Conran, 91, brittisk författare.[289]
- 9 maj – Roger Corman, 98, amerikansk filmregissör, producent och manusförfattare.[290]
- 9 maj – Toini Pöysti, 90, finländsk längdskidåkare, OS-brons 1960 och 1964.[291]
- 10 maj – Svetomir Arsić-Basara, 95, serbisk skulptör och författare.[292]
- 10 maj – Bruce Maccabee, 82, amerikansk optisk fysiker och ufolog.[293]
- 10 maj – Hans Wahlgren, 86, svensk skådespelare.[294]
- 11 maj – Ron Ellis, 79, kanadensisk ishockeyspelare.[295]
- 11 maj – Mary Wells Lawrence, 95, amerikansk reklammakare.[296]
- 11 maj – Charlotte Reimerson, 97, svensk konsumentupplysare och författare.[297]
- 12 maj – David Sanborn, 78, amerikansk altsaxofonist och kompositör.[298]
- 12 maj – Igor Sysojev, 43, rysk triathlet.[299]
- 13 maj – Alice Munro, 92, kanadensisk författare, nobelpristagare i litteratur 2013.[300]
- 14 maj – Patrick Nilan, 82, australisk landhockeyspelare, OS-silver 1968 och OS-brons 1964.[301]
- 14 maj – Dene O'Kane, 61, nyzeeländsk snookerspelare.[302]
- 16 maj – Dabney Coleman, 92, amerikansk skådespelare.[303]
- 16 maj – Christer Duke, 91, svensk journalist och författare.[304]
- 17 maj – Margareta Dellefors, 98, svensk operasångare (sopran), journalist och grundare av Dalhalla.[305]
- 17 maj – Mark Wells, 66, amerikansk ishockeyspelare.[306]
- 18 maj – Palle Danielsson, 77, svensk jazzmusiker.[307]
- 18 maj – Yael Dayan, 85, israelisk politiker och författare, medlem av Knesset 1992–2003.[308]
- 18 maj – Frank Ifield, 86, brittiskfödd australisk sångare.[309]
- 18 maj – John Koerner, 85, amerikansk sångare, gitarrist och låtskrivare.[310]
- 18 maj – Harrison White, 94, amerikansk sociolog.[311]
- 19 maj – Hossein Amir-Abdollahian, 60, iransk politiker, utrikesminister från 2021.[312]
- 19 maj – Peder Falk, 76, svensk skådespelare.[313]
- 19 maj – Ebrahim Raisi, 63, iransk politiker, president från 2021.[312]
- 20 maj – Karl-Heinz Schnellinger, 85, tysk fotbollsspelare (tävlade för Västtyskland).[314]
- 20 maj – Perrette Souplex, 94, fransk skådespelare.[315]
- 22 maj – Darryl Hickman, 92, amerikansk skådespelare.[316]
- 22 maj – David Wilkie, 70, brittisk (skotsk) simmare, OS-guld 1976.[317]
- 23 maj – John Boardman, 96, brittisk arkeolog och konsthistoriker.[318]
- 23 maj – Morgan Spurlock, 53, amerikansk filmskapare.[319]
- 24 maj – Kabosu, 18, hund känd för internetmemen "Doge". [320]
- 24 maj – Walter Kappacher, 85, österrikisk författare.[321]
- 24 maj – Dave Walker, 82, australisk racerförare.[322]
- 25 maj – Grayson Murray, 30, amerikansk golfspelare.[323]
- 25 maj – Richard M. Sherman, 95, amerikansk textförfattare och kompositör.[324]
- 27 maj – Ștefan Birtalan, 75, rumänsk handbollsspelare och tränare, OS-silver (lagmedalj) 1976.[325]
- 27 maj – Butch Johnson, 68, amerikansk bågskytt, OS-guld 1996.[326][327]
- 27 maj – Bill Walton, 71, amerikansk basketspelare och sportkommentator.[328]
- 29 maj – John Burnside, 69, brittisk (skotsk) författare och poet.[329]
- 29 maj – Arjen Teeuwissen, 53, nederländsk tävlingsryttare, OS-silver 2000.[330]
- 29 maj – Manfred Wolke, 81, tysk boxare (tävlade för Östtyskland), OS-guld 1968.[331]
- Exakt datum saknas – Geoff Follin, 58, brittisk skapare av musik till data- och tv-spel.[332]
- 30 maj – Ferrarito, 50, mexikansk fribrottare.[333]
- 31 maj – Ron Morris, 89, amerikansk friidrottare (stavhoppare), OS-silver 1960.[334]
- 31 maj – Robert Pickton, 74, kanadensisk dömd seriemördare.[335]

## Juni

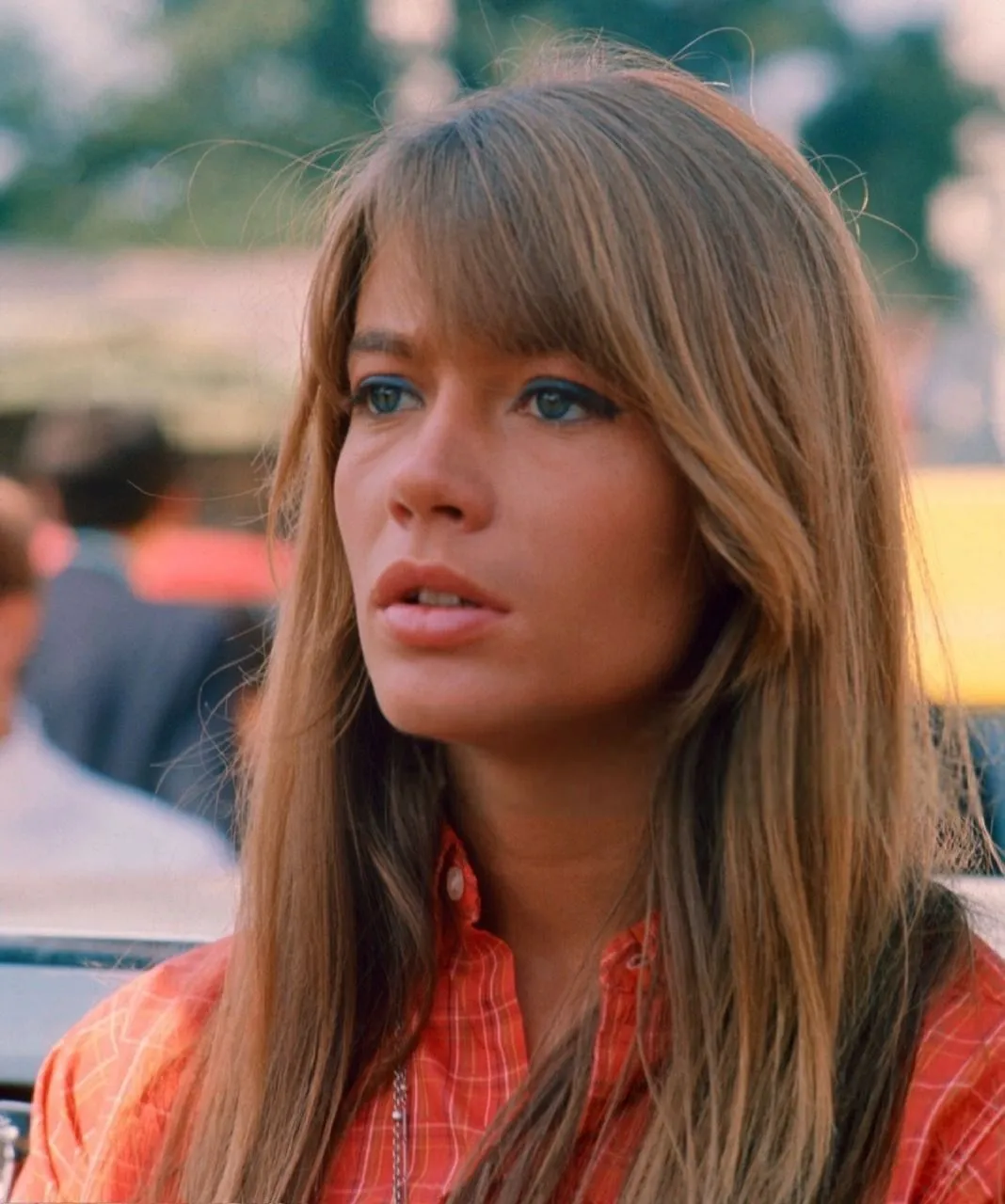
Den franska sångaren Françoise Hardy avled 11 juni, 80 år gammal. Här på en bild från 1966.

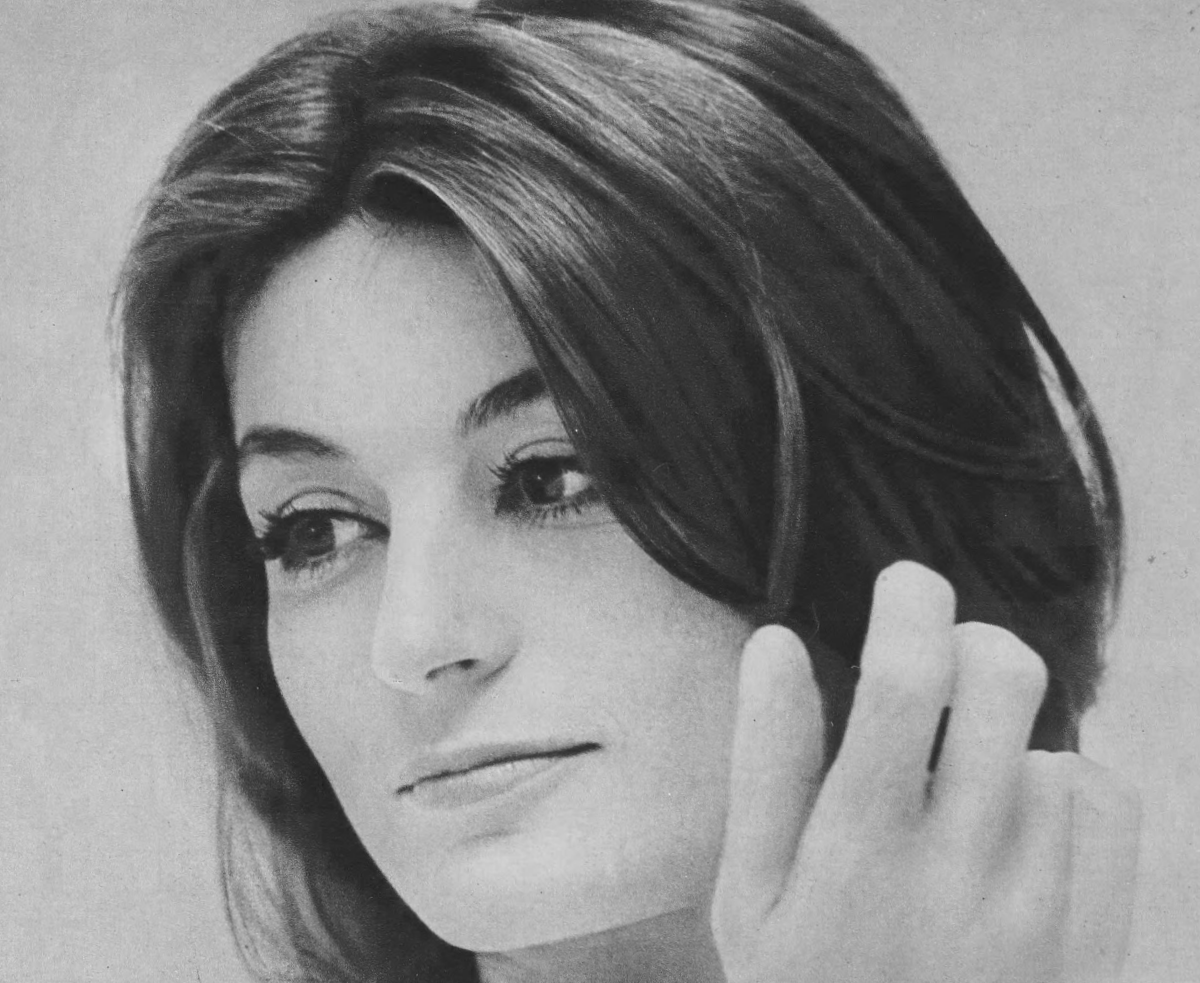
Den franska skådespelaren Anouk Aimée avled 18 juni, 92 år gammal.

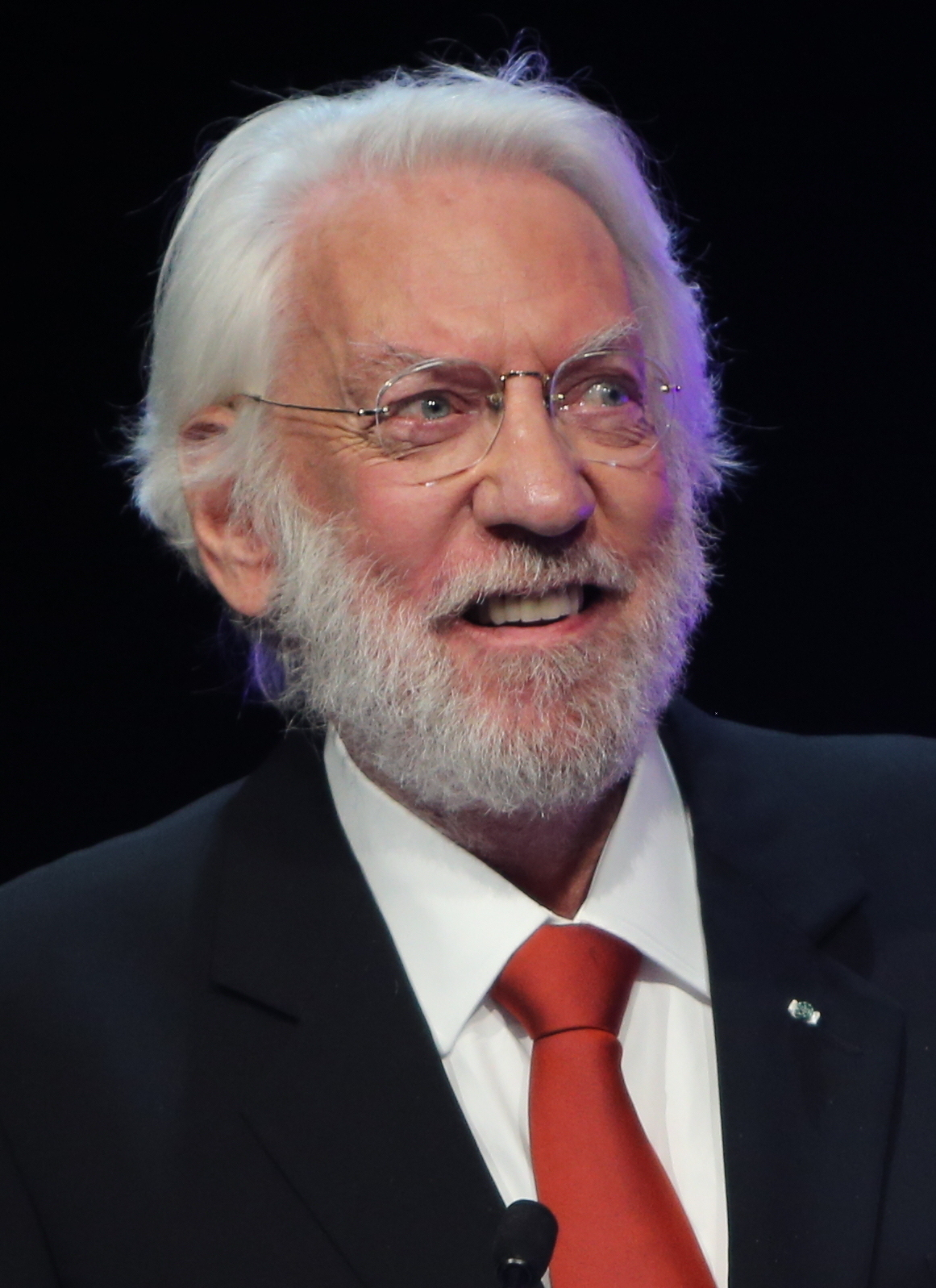
Den kanadensiske skådespelaren Donald Sutherland avled 20 juni, 88 år gammal.

- 2 juni – Carl Cain, 89, amerikansk basketspelare, OS-guld (lagmedalj) 1956.[336]
- 2 juni – Janis Paige, 101, amerikansk skådespelare och sångare.[337][338]
- 3 juni – Brigitte Bierlein, 74, österrikisk jurist och domare, förbundskansler 2019–2020.[339]
- 3 juni – Christer Fjellström, 75, svensk skådespelare.[340]
- 3 juni – Jürgen Moltmann, 98, tysk teolog.[341]
- 3 juni –  William Russell, 99, brittisk skådespelare.[342]
- 4 juni – C.Gambino, 26, svensk rappare.[343]
- 4 juni – Parnelli Jones, 90, amerikansk racerförare och stallchef.[344]
- 4 juni –  Ahmad Shah Khan, 89, afghansk kunglighet och tronpretendent.[345]
- 5 juni – Akira Endo, 90, japansk biokemist.[346]
- 5 juni – Hawkey Franzén, 78, svensk musiker och låtskrivare.[347]
- 5 juni – Michael Mosley, 67, brittisk läkare, hälsorådgivare och förespråkare för 5:2-dieten.[348][349]
- 5 juni – Karsten Wedel, 96, svensk filmregissör.[350]
- 6 juni – Rexhep Ferri, 86, kosovansk (kosovoalbansk) konstnär och författare.[351]
- 6 juni – Fumihiko Maki, 95, japansk arkitekt.[352]
- 7 juni – William Anders, 90, amerikansk astronaut och diplomat.[353]
- 8 juni – Mark James, 83, amerikansk låtskrivare (Hooked on a Feeling, Always on My Mind, Suspicious Minds, m m).[354]
- 8 juni – Klaus Töpfer, 85, tysk politiker.[355]
- 10 juni – Kurt Salomonson, 94, svensk författare.[356]
- 11 juni – Françoise Hardy, 80, fransk sångare, låtskrivare och skådespelare.[357]
- 11 juni – Claes Lundberg, 80, svensk teaterregissör.[358]
- 12 juni – Neil Goldschmidt, 83, amerikansk demokratisk politiker, transportminister 1979–1981 och Oregons guvernör 1987–1991.[359]
- 12 juni – Jerry West, 86, amerikansk basketspelare (lagguldmedalj i OS 1960) och tränare.[360]
- 13 juni – Benji Gregory, 46, amerikansk skådespelare.[361]
- 14 juni – Jean Succar Kuri, 79, mexikansk affärsman och dömd brottsling.[362]
- 15 juni – Kevin Campbell, 54, brittisk (engelsk) fotbollsspelare.[363]
- 15 juni – Djadallah Azzuz at-Talhi, 84–85, libysk politiker.[364]
- 16 juni – Anders Bodegård, 80, svensk översättare.[365]
- 16 juni – Jan Breytenbach, 91, sydafrikansk militär, befälhavare inom specialstyrkorna.[366]
- 16 juni – Evans Evans, 91, amerikansk skådespelare.[367]
- 16 juni – Bob Schul, 86, amerikansk långdistanslöpare, OS-guld 1964.[368]
- 16 juni – Carl Olof Tallgren, 97, finländsk (finlandssvensk) företagsledare och politiker.[369]
- 17 juni – Britta "Tanja" Johansson, 66, svensk sångerska.[370]
- 18 juni – Anouk Aimée, 92, fransk skådespelare.[371]
- 18 juni – Bengt Danneborn, 76, svensk filmregissör, filmfotograf och manusförfattare.[372]
- 18 juni – Willie Mays, 93, amerikansk professionell basebollspelare.[373]
- 18 juni – Jan Svartvik, 92, svensk lingvist, professor i engelska.[374]
- 19 juni – Jan Cremer, 84, nederländsk författare och konstnär.[375]
- 19 juni – Roger Larsson, 89, svensk evangelist, författare och grundare av Evangelistfonden.[376]
- 19 juni – Stefano Malinverni, 65, italiensk kortdistanslöpare, OS-brons 1980.[377]
- 19 juni – Ioan Es. Pop, 66, rumänsk författare.[378]
- 20 juni – Gerhard Aigner, 80, tysk fotbollsfunktionär, generalsekreterare i Uefa 1989–2003.[379]
- 20 juni – Svante Elfgren, 79, svensk basist och låtskrivare (The Shanes).[380]
- 20 juni – Donald Sutherland, 88, kanadensisk skådespelare.[381]
- 20 juni – Teila Tuli (även känd som Taylor Wily), 56, amerikansk skådespelare, sumobrottare och MMA-utövare.[382]
- 21 juni – Sixten Svensson, 84, svensk journalist, fotograf, TV-producent och författare.[383]
- 22 juni – Péter Kovács, 64, ungersk gymnast, OS-brons 1980.[384]
- 23 juni – Michael Krause, 77, tysk landhockeyspelare (tävlade för Västtyskland), OS-guld (lagmedalj) 1972.[385]
- 24 juni – Shifty Shellshock, 49, amerikansk sångare, musiker och låtskrivare.[386]
- 25 juni – Bill Cobbs, 90, amerikansk skådespelare.[387]
- 25 juni – Jonas Hedlund, 52, svensk skådespelare.[388]
- 26 juni – Jörn Beckmann, 89, svensk militär.[389]
- 26 juni – Sergej Berezin, 52, rysk ishockeyspelare.[390]
- 26 juni – Steffen Tangstad, 65, norsk boxare.[391]
- 27 juni – Kinky Friedman, 79, amerikansk deckarförfattare, countrymusiker och låtskrivare.[392]
- 27 juni – Lea Gleitman, 99, svensk förintelseöverlevare och föreläsare.[393]
- 27 juni – Martin Mull, 80, amerikansk skådespelare.[394]
- 27 juni – Landry N'Guémo, 38, kamerunsk fotbollsspelare.[395]
- 28 juni – Audrey Flack, 93, amerikansk målare och skulptör.[396]
- 28 juni – Marty Pavelich, 96, kanadensisk ishockeyspelare.[397]
- 29 juni – Pål Enger, 57, norsk fotbollsspelare och konsttjuv.[398]
- 29 juni – Jacqueline de Jong, 85, nederländsk målare, skulptör och grafisk konstnär.[399]
- 29 juni – Mildred Stahlman, 101, amerikansk pediatriker.[400]
- 29 juni – Martti Wallén, 75, finländsk operasångare.[401]
- 30 juni – Stefan Lisinski, 72, svensk journalist.[402]
- 30 juni – Éric Poujade, 51, fransk gymnast, OS-silver 2000.[403]

## Juli

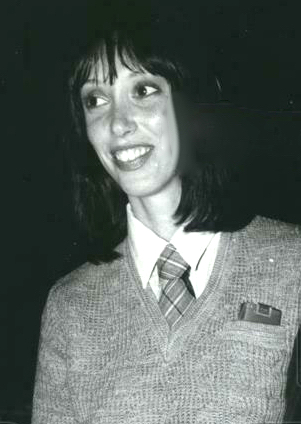
Den amerikanska skådespelaren Shelley Duvall avled 11 juli, 75 år gammal.

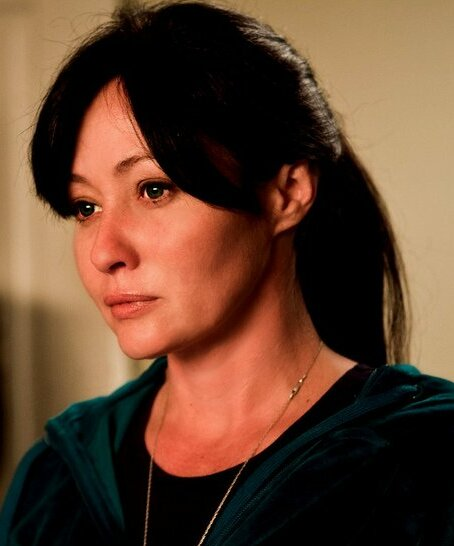
Den amerikanska skådespelaren Shannen Doherty avled 13 juli, 53 år gammal.

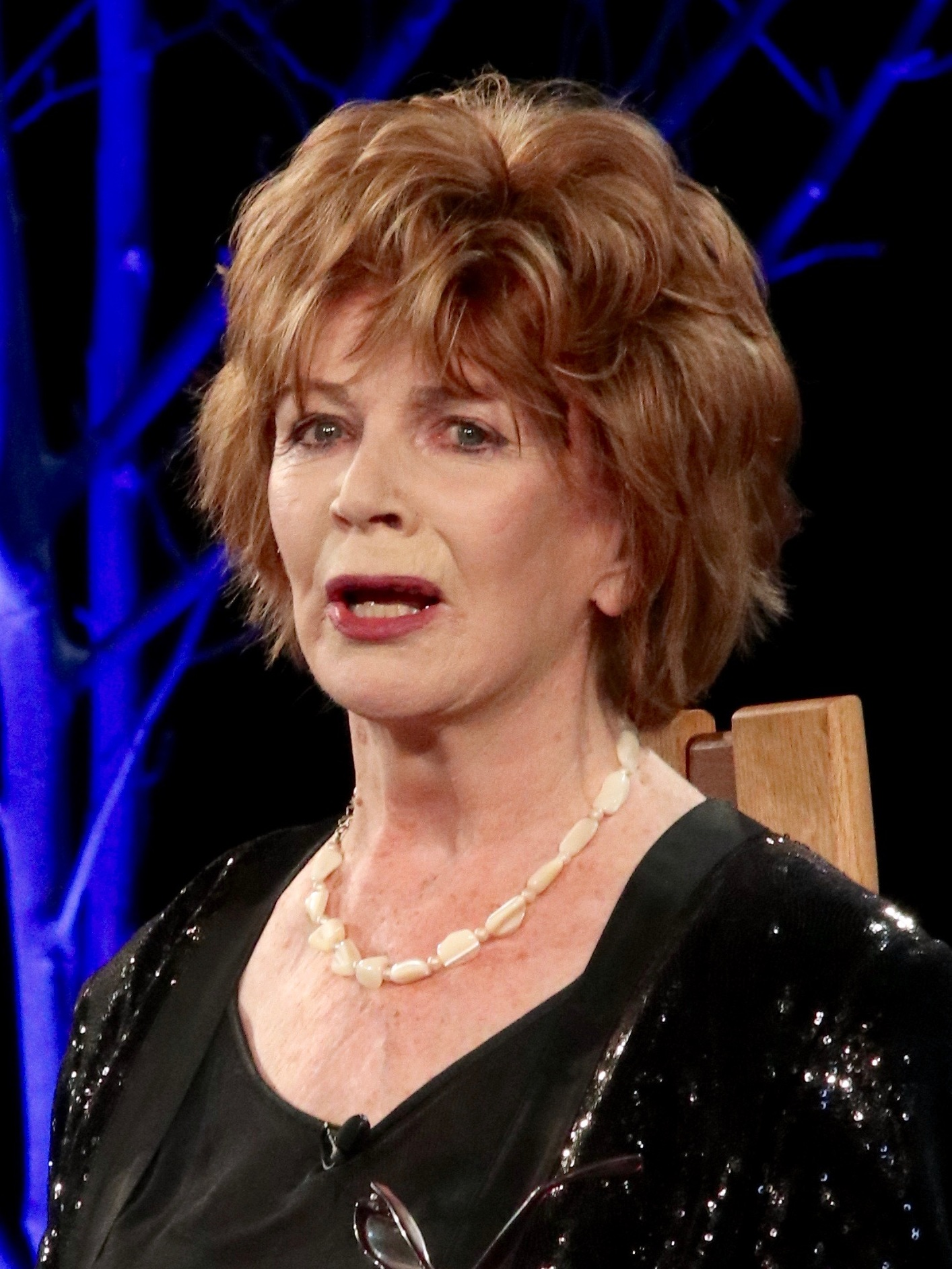
Den irländska författaren Edna O'Brien avled 27 juli, 93 år gammal.

- 1 juli – Ismail Kadare, 88, albansk-fransk författare.[404]
- 1 juli – Robert Towne, 89, amerikansk manusförfattare och filmregissör.[405]
- 1 juli – Jan-Erik Wikström, 91, svensk politiker (liberal) och ämbetsman, utbildningsminister 1976–1982 och landshövding i Uppsala län 1992–1997.[406]
- 2 juli – Margit Gennser, 92, svensk moderat politiker, riksdagsledamot 1982–2002.[407]
- Exakt datum saknas – Jacques Freitag, 42, sydafrikansk höjdhoppare.[408]
- 3 juli – Roland Dumas, 101, fransk jurist och politiker, utrikesminister 1984–1986 och 1988–1993.[409]
- 4 juli – Gunilla Dahlman, 80, svensk sångare och skådespelare.[410]
- 4 juli – Ulla Lundqvist, 85, svensk författare, litteraturvetare och litteraturkritiker.[411]
- 4 juli – Ewy Rosqvist-von Korff, 94, svensk rallyförare.[412]
- 5 juli – Nikolaj Korolkov, 77, rysk tävlingsryttare (tävlade för Sovjetunionen), OS-guld 1980.[413]
- 5 juli – Jon Landau, 63, amerikansk filmproducent.[414]
- 5 juli – Bengt Samuelsson, 90, svensk forskare, nobelpristagare i fysiologi eller medicin 1982.[415]
- 5 juli – Vic Seixas, 100, amerikansk tennisspelare.[416]
- 6 juli – Pino d'Angió, 71,  italiensk sångare och producent[417]
- 6 juli – Joe Egan, 77, brittisk (skotsk) sångare och låtskrivare (Stealers Wheel).[418]
- 7 juli – Dai Darell, 71, svensk-amerikansk serieskapare. (Fantomen (serietidning))[419]
- 8 juli – Marina Kondratieva, 90, rysk ballerina.[420]
- 8 juli – Jógvan Sundstein, 91, färöisk politiker, Färöarnas lagman (regeringschef) 1989–1991.[421]
- 9 juli – Jim Inhofe, 89, amerikansk republikansk politiker, representanthusledamot 1987–1994 och senator (för Oklahoma) 1994–2023.[422]
- 9 juli – Jerzy Stuhr, 77, polsk teater- och filmskådespelare, regissör och manusförfattare.[423]
- 10 juli – Kirsten Dehlholm, 79, dansk teaterregissör och bild- och performancekonstnär.[424]
- 10 juli – Joe Engle, 91, amerikansk astronaut.[425]
- 10 juli – Dave Loggins, 76, amerikansk sångare och låtskrivare.[426]
- 10 juli – Hans-Otto Schumacher, 74, tysk kanotist (tävlade för Västtyskland), OS-silver 1972.[427]
- 11 juli – Shelley Duvall, 75, amerikansk skådespelare.[428]
- 11 juli – Dick Sundevall, 78, svensk journalist och författare.[429]
- 12 juli – Tonke Dragt, 93, nederländsk författare och illustratör.[430]
- 12 juli – Bill Viola, 73, amerikansk videokonstnär.[431]
- 12 juli – Ruth Westheimer, 96, amerikansk sexterapeut.[432]
- 13 juli – Mohammed Deif, 58–59 år, palestinsk militär ledare inom Hamas, befälhavare för Izz ad-Din al-Qassam-brigaderna sedan 2002.[433]
- 13 juli – Shannen Doherty, 53, amerikansk skådespelare.[434]
- 13 juli – James B. Sikking, 90, amerikansk skådespelare.[435]
- 13 juli – Richard Simmons, 76, amerikansk tränings- och bantningsprofil.[436]
- 14 juli – Sylvain Saudan, 87, schweizisk extremskidåkare.[437]
- 14 juli – Dimitar Zaprianov, 64, bulgarisk judoutövare, OS-silver 1980.[438]
- 15 juli – Salomon Schulman, 76, svensk författare, skribent, barnläkare och barnpsykiatriker.[439]
- 16 juli – Ulf Dageby, 80, svensk kompositör och musiker.[440]
- 16 juli – Björn "Nalle" Friberg, 75, svensk fotbollsspelare.[441]
- 18 juli – Lou Dobbs, 78, amerikansk nyhetsprogramledare och konservativ kommentator.[442]
- 18 juli – Bob Newhart, 94, amerikansk komiker och skådespelare.[443]
- 19 juli – Toumani Diabaté, 58, malisk koraspelare.[444]
- 19 juli – Kevan Gosper, 90, australisk kortdistanslöpare, OS-silver (lagmedalj) 1956, och idrottsledare.[445]
- 19 juli – Sheila Jackson Lee, 74, amerikansk demokratisk politiker, representanthusledamot sedan 1995.[446]
- 19 juli – Nguyễn Phú Trọng, 80, vietnamesisk politiker, generalsekreterare för Vietnams kommunistiska parti sedan 2011, Vietnams president 2018–2021.[447]
- 19 juli – Ray Reardon, 91, brittisk (walesisk) snookerspelare.[448]
- 19 juli – James C. Scott, 87, amerikansk statsvetare och antropolog.[449]
- 20 juli – Sandy Posey, 80, amerikansk sångare.[450]
- 20 juli – Moacir Rodrigues Santos, 54, brasiliansk fotbollsspelare.[451]
- 20 juli – Eva Swartz, 68, svensk VD och f.d. TV4-chef, styrelseperson och kulturpersonlighet.[452]
- 21 juli – Adolf Ratzka, 80, tjeckisk-svensk företrädare för funktionsrättsrörelsen.[453]
- 22 juli – Abdul "Duke" Fakir, 88, amerikansk sångare (The Four Tops).[454]
- 22 juli – John Mayall, 90, engelsk bluesmusiker.[455]
- 23 juli – Mircea Grabovschi, 71, rumänsk handbollsspelare, OS-silver (lagmedalj) 1976.[456]
- 23 juli – Robin Warren, 87, australisk patolog, nobelpristagare i fysiologi eller medicin 2005.[457]
- 25 juli – Henrik Allert, 87, svensk skulptör, keramiker och grafiker.[458]
- 25 juli – Kjeld Olesen, 92, dansk socialdemokratisk politiker, försvarsminister 1971–1973 och utrikesminister 1979–1982.[459]
- 25 juli – Björn Sprängare, 84, svensk företagsledare.[460]
- 26 juli – Janet Andrewartha, 72, australisk skådespelare (Kvinnofängelset, Grannar, m m).[461]
- 27 juli – Karin Boldemann, 96, svensk dramatiker.[462]
- 27 juli – Edna O'Brien, 93, irländsk författare.[463]
- 27 juli – Wolfgang Rihm, 72, tysk kompositör.[464]
- 28 juli – Erica Ash, 46, amerikansk skådespelare och komiker.[465]
- 28 juli – Chino XL, 50, amerikansk rappare och skådespelare.[466]
- 28 juli – Michael av Grekland, 85, grekisk prins och författare.[467]
- 28 juli – Francine Pascal, 92, amerikansk författare.[468]
- 29 juli – Józef Szmidt, 89, polsk trestegshoppare, OS-guld 1960 och 1964.[469]
- 30 juli – Vladimir Esjinov, 75, rysk roddare (tävlade för Sovjetunionen), OS-guld 1976.[470]
- 30 juli – Jonas Selberg Augustsén, 50, svensk filmregissör och manusförfattare.[471]
- 31 juli – Ismail Haniya, 62, palestinsk islamist och politiker, premiärminister 2006–2007 och högste ledare för Hamas sedan 2017.[472][473]
- 31 juli – Leo Rannaleet, 96, estnisk-svensk meteorolog.[474]

## Augusti

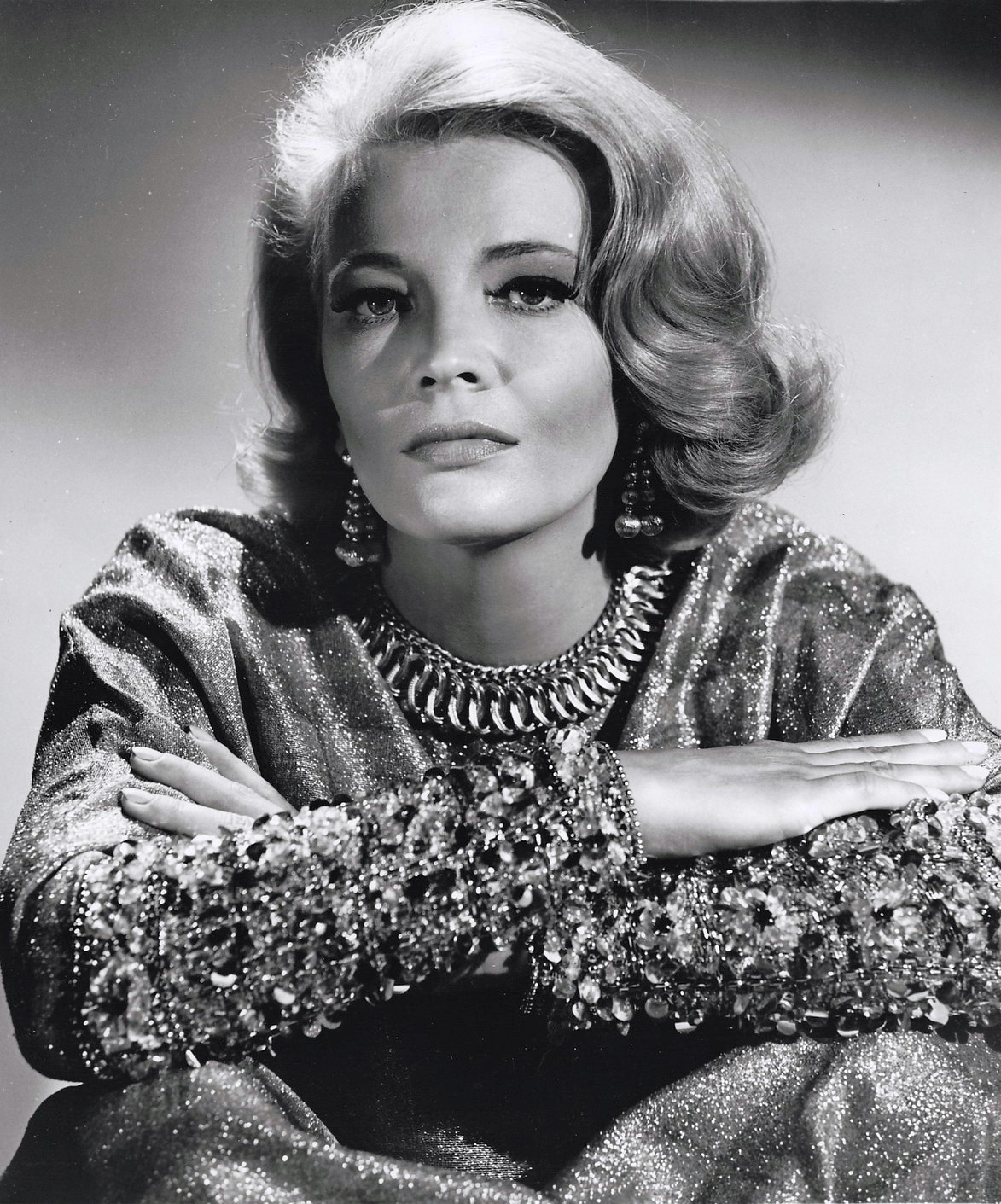
Den amerikanska skådespelaren Gena Rowlands avled 14 augusti, 94 år gammal.

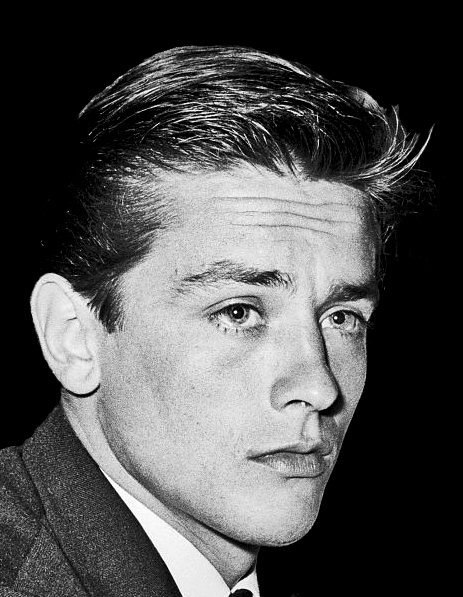
Den franske skådespelaren Alain Delon avled 18 augusti, 88 år gammal.

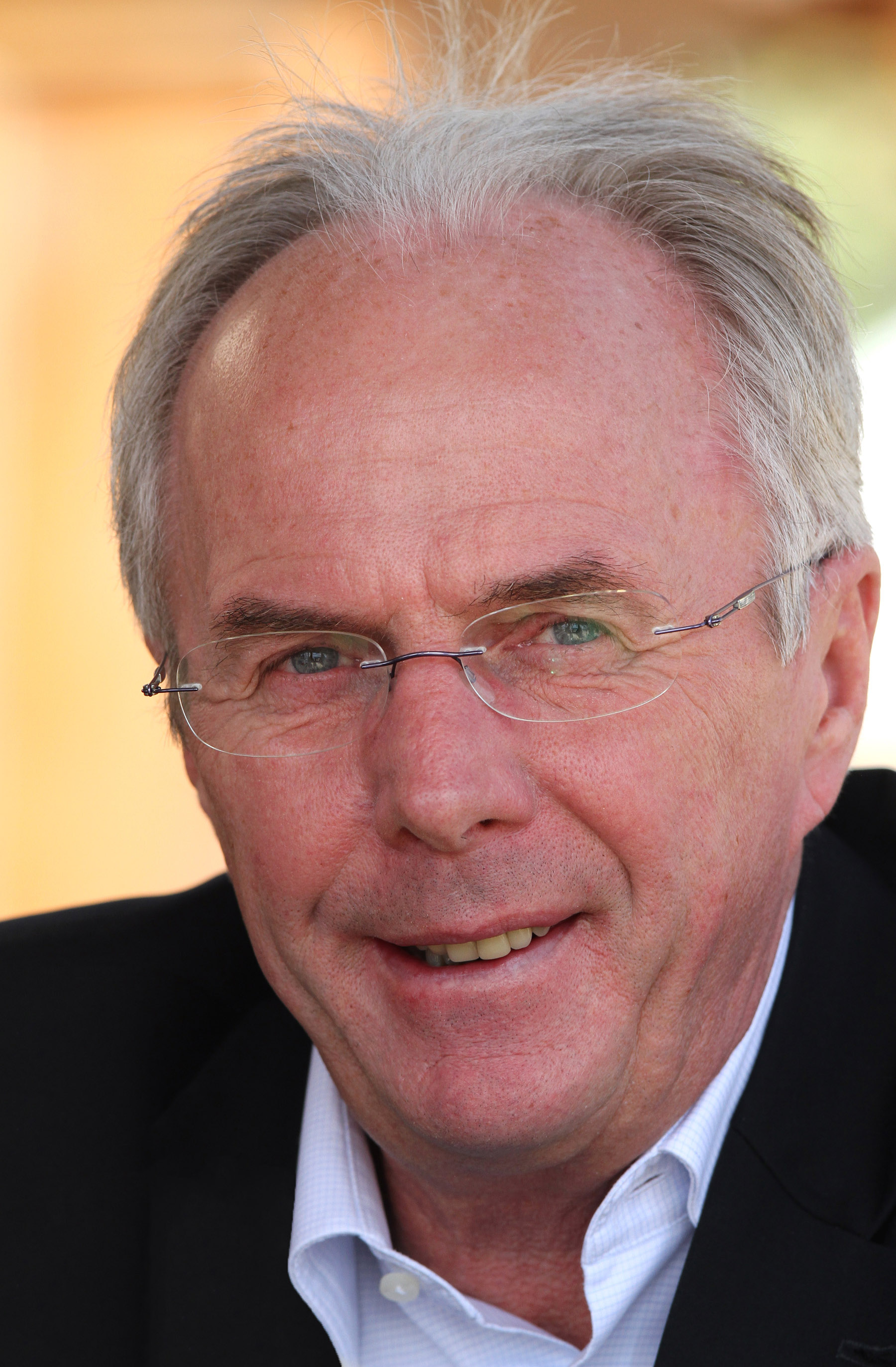
Den svenske fotbollsspelaren och tränaren Sven-Göran "Svennis" Eriksson avled 26 augusti, 76 år gammal.

- 1 augusti – Leonard Hayflick, 96, amerikansk anatomiker och medicinsk forskare.[475]
- 3 augusti – Pasi Ikonen, 44, finländsk orienterare, världsmästare 2001.[476]
- 3 augusti – Mustapha Moussa, 62, algerisk boxare, OS-brons 1984.[477]
- 4 augusti – Tsung-Dao Lee, 97, kinesisk-amerikansk fysiker, nobelpristagare 1957.[478]
- 5 augusti – Jurij Skobov, 75, rysk längdskidåkare (tävlade för Sovjetunionen), OS-guld 1972.[479]
- 6 augusti – Lina Selleby, även känd som Twiggy Pop, 53, svensk sångare, låtskrivare och musiker (Doktor Kosmos).[480]
- 7 augusti – Jon McBride, 80, amerikansk astronaut.[481]
- 7 augusti – Lars Nord, 66, svensk professor i medie- och kommunikationsvetenskap.[482]
- 7 augusti – Lisbeth L. Petersen, 85, färöisk politiker, ledamot av lagtinget 1990–2008 och av Danmarks folketing 2001–2005.[483]
- 8 augusti – Boo Ahl, 54, svensk ishockeymålvakt.[484]
- 8 augusti – Ulf Bergquist, 83, svensk fotbollstränare.[485][486]
- 8 augusti – Juan "Chi-Chi" Rodríguez, 88, puertoricansk golfspelare.[487]
- 8 augusti – Steve Symms, 86, amerikansk republikansk politiker, representanthusledamot 1973–1981 och senator (för Idaho) 1981–1993.[488]
- 9 augusti – Charles R. Cross, 67, amerikansk musikjournalist och författare.[489]
- 9 augusti – Susan Wojcicki, 56, amerikansk företagsledare, VD för Youtube 2014–2023.[490]
- 10 augusti – Rachael Lillis, 55, amerikansk röstskådespelare.[491]
- 10 augusti – Peggy Moffitt, 86, amerikansk fotomodell och skådespelare.[492][493]
- 10 augusti – Natwar Singh, 95, indisk politiker och diplomat, utrikesminister 2004–2005.[494]
- 10 augusti – Galina Zybina, 93, rysk kulstötare, diskuskastare, spjutkastare och tränare (tävlade för Sovjetunionen), OS-guld i kulstötning 1952.[495]
- 12 augusti – Fritz Schmidt, 81, tysk landhockeyspelare (tävlade för Västtyskland), OS-guld (lagmedalj) 1972.[496]
- 13 augusti – Hettie Jones, 90, amerikansk poet.[497]
- 14 augusti – Lasse Björn, 92, svensk ishockeyspelare.[498]
- 14 augusti – Gena Rowlands, 94, amerikansk skådespelare.[499]
- 15 augusti – Imre Komora, 84, ungersk fotbollsspelare.[500]
- 16 augusti – Figgehn Idestål, 39, svensk youtubare.[501]
- 16 augusti – Björn Molin, 92, svensk statsvetare och folkpartistisk politiker, handelsminister 1981–1982 och landshövding i Hallands län 1986–1997.[502]
- 17 augusti – Helen Fisher, 79, amerikansk antropolog.[503]
- 17 augusti – Maria Scherer, 80, svensk journalist, programledare och författare.[504][505]
- 18 augusti – Alain Delon, 88, fransk skådespelare.[506]
- 18 augusti – Phil Donahue, 88, amerikansk talkshowvärd.[507]
- 18 augusti – Stefan Mählqvist, 81, svensk litteraturvetare, författare, översättare och programledare (Boktipset).[508]
- 18 augusti – Franciszek Smuda, 76, polsk fotbollstränare och fotbollsspelare.[509]
- 19 augusti – Somaya Ramadan, 72–73, egyptisk författare, översättare och akademiker.[510]
- 20 augusti – Fredrik Löfgren, 32, svensk forskare, entreprenör, AI-expert, robotutvecklare och TV-personlighet.[511]
- 21 augusti – John Amos, 84, amerikansk skådespelare.[512]
- 21 augusti – Gösta Eriksson, 93, svensk roddare.[513]
- 21 augusti – Bill Pascrell, 87, amerikansk demokratisk politiker, representanthusledamot sedan 1997.[514]
- 21 augusti – Primo Zamparini, 85, italiensk boxare, OS-silver 1960.[515]
- 22 augusti – Peter Lundgren, 59, svensk tennisspelare och tränare.[516]
- 22 augusti – Umberto Marcato, 94, italiensk sångare.[517]
- 23 augusti – Trude Dybendahl, 58, norsk längdskidåkare.[518]
- 23 augusti – Russell Malone, 60, amerikansk jazzgitarrist.[519]
- 24 augusti – Christoph Daum, 70, tysk fotbollsspelare och tränare.[520]
- 24 augusti – George Rhoden, 97, jamaicansk kortdistanslöpare, tvåfaldig OS-guldmedaljör 1952.[521]
- 25 augusti – Sten Berglund, 77, svensk statsvetare.[522]
- 25 augusti – Michel Siffre, 85, fransk grottforskare och äventyrare.[523]
- 26 augusti – Nabil al-Arabi, 89, egyptisk politiker och diplomat, utrikesminister 2011 och Arabförbundets generalsekreterare 2011–2016.[524]
- 26 augusti – Sven-Göran "Svennis" Eriksson, 76, svensk fotbollsspelare och tränare.[525]
- 29 augusti – Johnny Gaudreau, 31, amerikansk ishockeyspelare.[526]
- 29 augusti – Matthew Gaudreau, 29, amerikansk ishockeyspelare.[527]
- 30 augusti – Daniela Hodrová, 78, tjeckisk författare och litteraturvetare.[528]
- 31 augusti – Sol Bamba, 39, ivoriansk-fransk fotbollsspelare.[529]
- 31 augusti – Mislav Bezmalinović, 57, kroatisk vattenpolospelare (tävlade för Jugoslavien), OS-guld (lagmedalj) 1988.[530]

## September

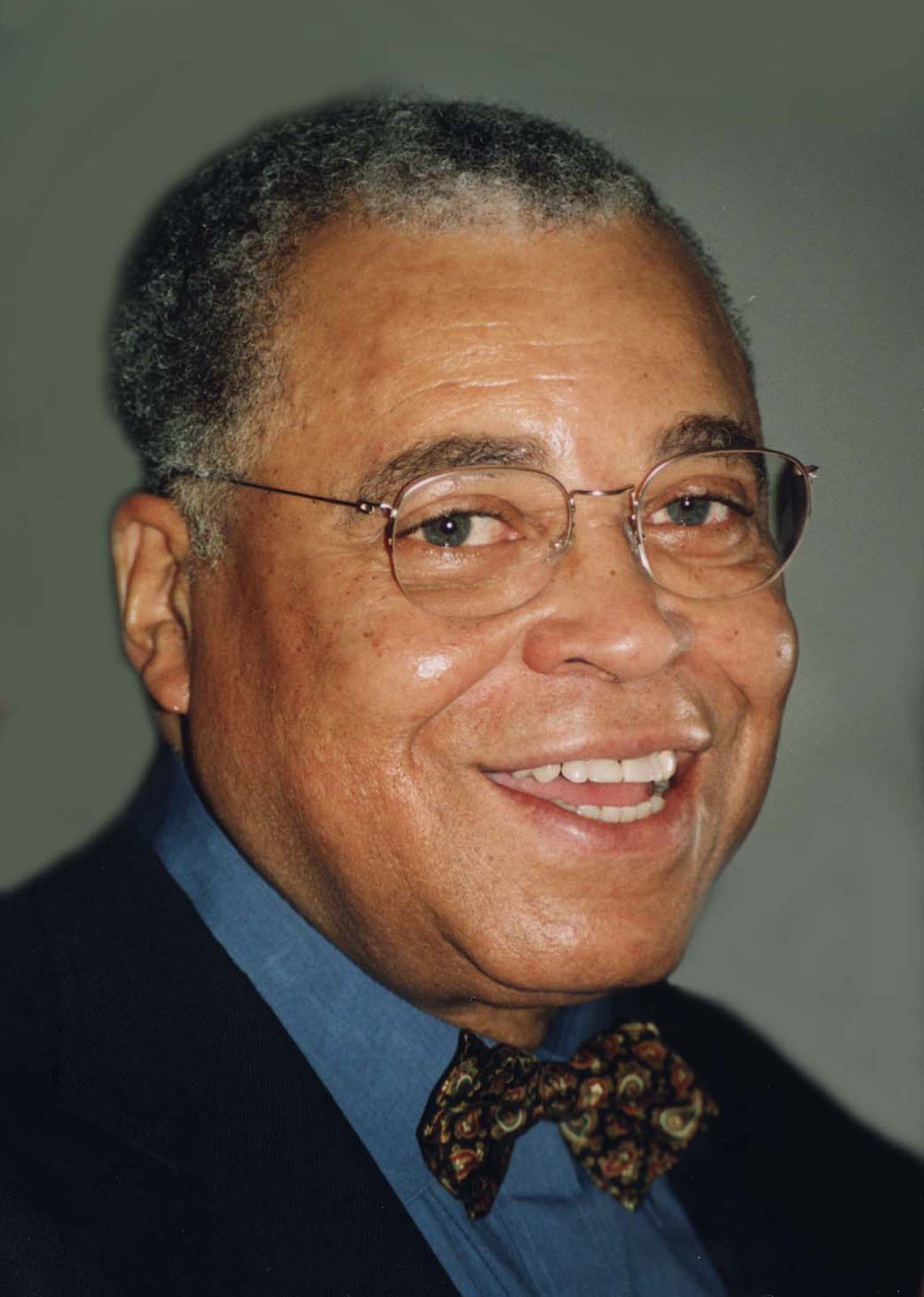
Den amerikanske skådespelaren James Earl Jones avled 9 september, 93 år gammal.

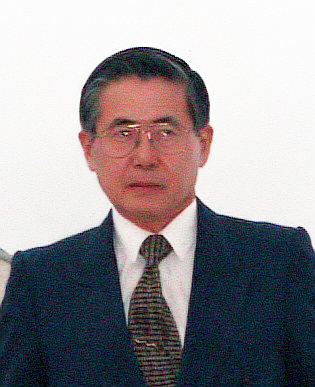
Den peruanske politikern och presidenten Alberto Fujimori avled 11 september, 86 år gammal.

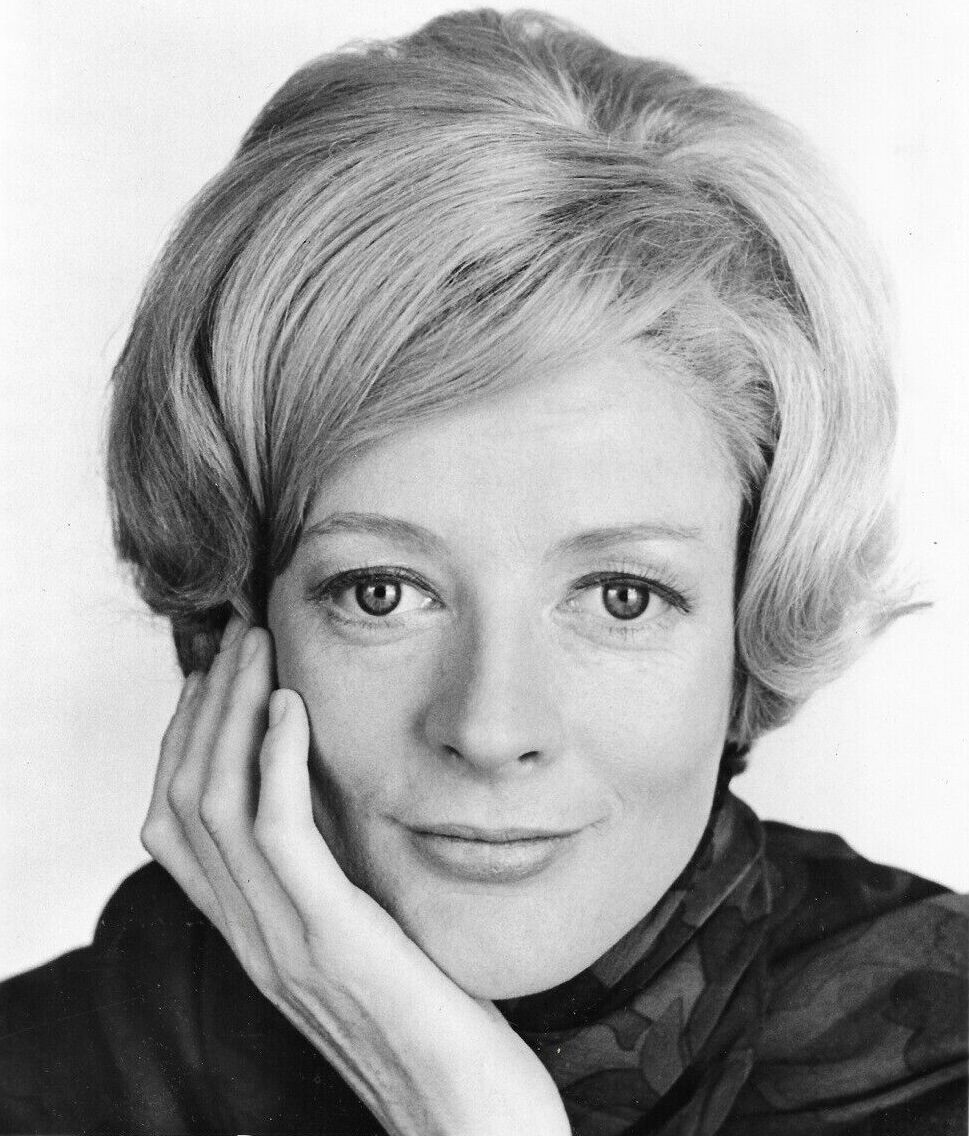
Den brittiska skådespelaren Maggie Smith avled 27 september, 89 år gammal.

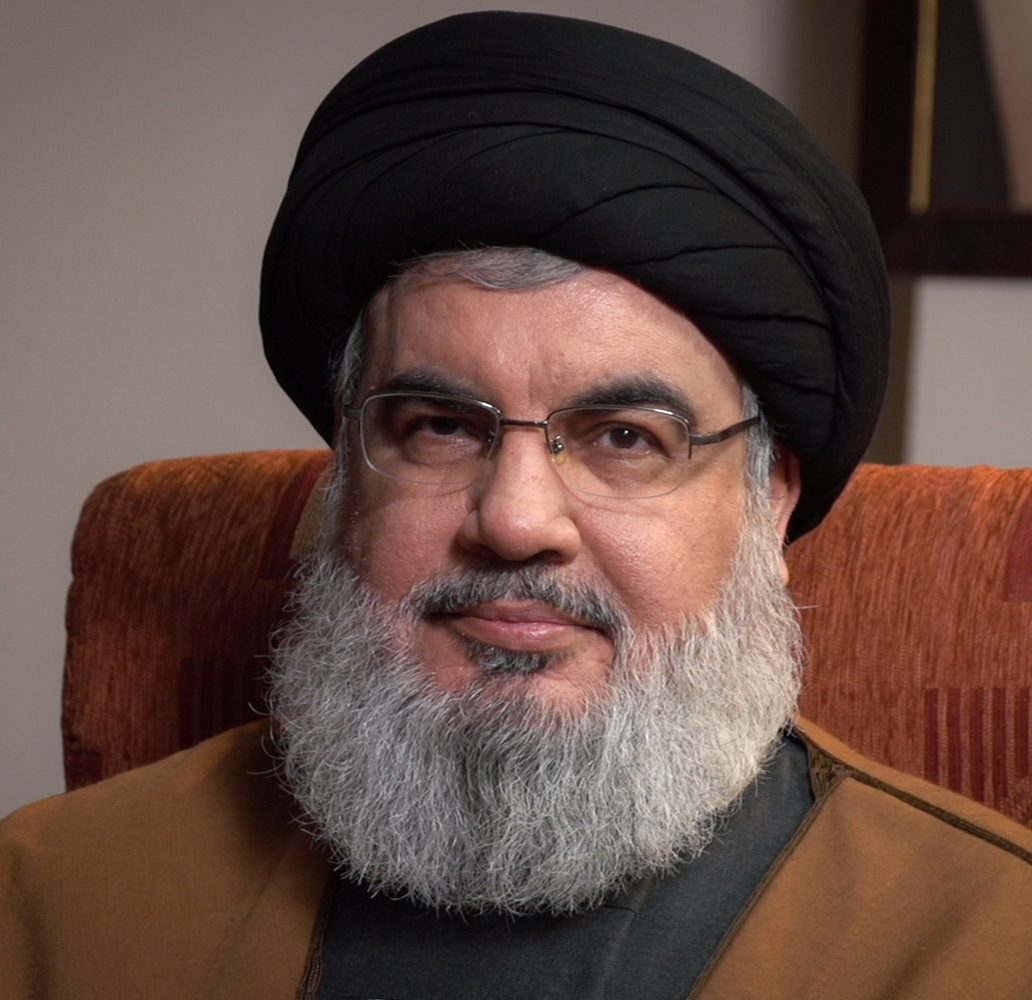
Den libanesiske politikern och ledaren för Hizbollah Hassan Nasrallah avled 27 september, 64 år gammal.

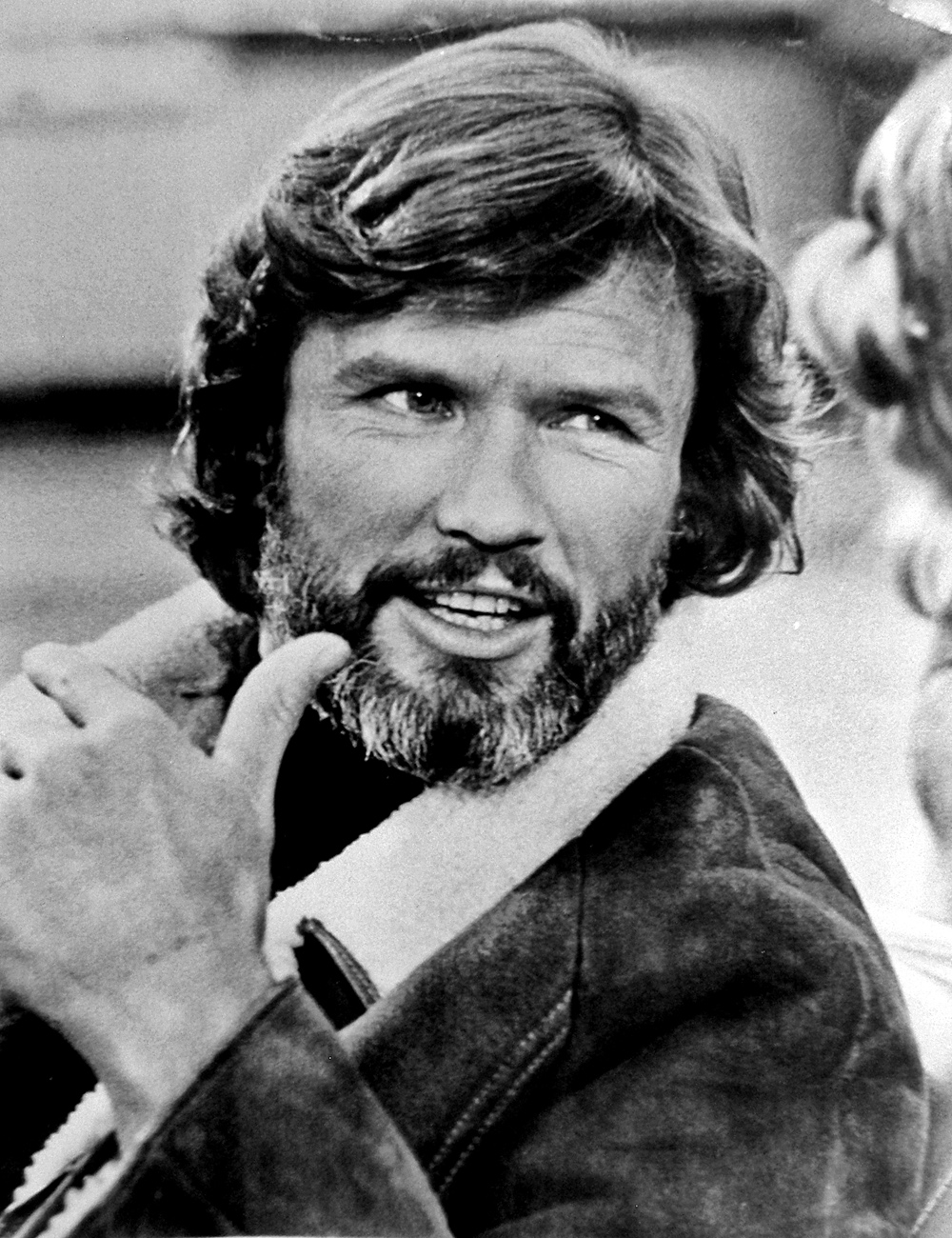
Den amerikanske countrysångaren, låtskrivaren och skådespelaren Kris Kristofferson avled 28 september, 88 år gammal.

- 1 september – Davor Kajfeš, 89, kroatisk-svensk pianist, kompositör och pedagog.[531]
- 1 september – Evert Svensson, 99, svensk socialdemokratisk politiker.[532]
- 2 september – James Darren, 88, amerikansk skådespelare och sångare.[533]
- 2 september – Ulla Grytt, 87, svensk textilkonstnär.[534]
- 2 september – Sante Marsili, 73, italiensk vattenpolospelare, OS-silver (lagmedalj) 1976.[535]
- 2 september – Aleksandr Medved, 86, ukrainskfödd belarusisk fristilsbrottare (tävlade för Sovjetunionen), OS-guld 1964, 1968 och 1972.[536]
- 2 september – Hasse Wallin, 69, svensk ishockeyspelare.[537]
- 3 september – Vladimir Bure, 73, rysk simmare (tävlade för Sovjetunionen), OS-silver 1972.[538]
- 3 september – Göran Fristorp, 76, svensk sångare, gitarrist och låtskrivare.[539]
- 4 september – Luis Ayala, 91, chilensk tennisspelare.[540]
- 4 september – Bora Đorđević, 71, serbisk sångare och låtskrivare.[541]
- 4 september – Hermes Ramírez, 76, kubansk kortdistanslöpare, OS-silver 1968.[542]
- 5 september – Sérgio Mendes, 83, brasiliansk pianist, kompositör och arrangör.[543]
- 5 september – Oleksandr Rezanov, 75, ukrainsk handbollsspelare (tävlade för Sovjetunionen), OS-guld (lagmedalj) 1976.[544]
- 5 september – Bengt Säve-Söderbergh, 84, svensk ämbetsman, ambassadör och socialdemokratisk statssekreterare.[545]
- 6 september – Rebecca Horn, 80, tysk bildkonstnär och filmskapare.[546]
- 6 september – Will Jennings, 80, amerikansk låtskrivare (sångtextförfattare).[547]
- 6 september – Alan Rees, 86, brittisk racerförare.[548]
- 6 september – Ron Yeats, 86, brittisk (skotsk) fotbollsspelare och tränare.[549]
- 7 september – James Matthews, 95, sydafrikansk poet och författare.[550]
- 8 september – Henny Moan, 88, norsk skådespelare.[551]
- 8 september – Zoot Money, 82, brittisk sångare, keyboardist och låtskrivare.[552]
- 8 september – Peter Renaday, 89, amerikansk röstskådespelare.[553]
- 8 september – Emi Shinohara, 61, japansk röstskådespelare och sångare.[554]
- 9 september – James Earl Jones, 93, amerikansk skådespelare.[555]
- 9 september – Caterina Valente, 93, italiensk-fransk-tysk sångare.[556]
- 10 september – Frankie Beverly, 77, amerikansk sångare och låtskrivare.[557]
- 10 september – Michaela DePrince, 29, sierraleonsk-amerikansk balettdansare.[558]
- 10 september – Jim Sasser, 87, amerikansk demokratisk politiker, senator 1977–1995 och ambassadör i Kina 1996–1999.[559]
- 11 september – Alberto Fujimori, 86, peruansk politiker, president 1990–2000.[560]
- 11 september – Steve Gregg, 68, amerikansk simmare, OS-silver 1976.[561]
- 14 september – Regina Becker-Schmidt, 87, tysk psykolog och sociolog.[562]
- 14 september – Otis Davis, 92, amerikansk kortdistanslöpare, OS-guld 1960.[563]
- 14 september – Bo Rydin, 92, svensk företagsledare.[564]
- 14 september – Jaber al-Mubarak al-Hamad al-Sabah, 82, kuwaitisk kunglighet och politiker, premiärminister 2011–2019 och försvarsminister 2001–2011.[565]
- 14 september – Berit Ås, 96, norsk politiker, psykolog och feminist, partiledare för Sosialistisk Venstreparti 1975–1976 och ledamot av stortinget 1973–1977.[566]
- 15 september – Aleksandr Barysjnikov, 75, rysk kulstötare (tävlade för Sovjetunionen), OS-brons 1976 och OS-silver 1980.[567]
- 15 september – Tito Jackson, 70, amerikansk sångare och musiker (The Jackson 5).[568]
- 15 september – Elias Khoury, 76, libanesisk författare, dramatiker och debattör.[569]
- 15 september – Valentin Samungi, 82, rumänsk handbollsspelare, OS-brons (lagmedalj) 1972.[570]
- Exakt datum saknas – István Juhász, 79, ungersk fotbollsspelare.[571]
- 16 september – Yuko Arakida, 70, japansk volleybollspelare, OS-guld (lagmedalj) 1976.[572]
- 16 september – Robert Dill-Bundi, 65, schweizisk tävlingscyklist, OS-guld 1980.[573]
- 16 september – Peter Green, 99, brittisk historiker.[574]
- 16 september – Barbara Leigh-Hunt, 88, brittisk skådespelare.[575]
- 17 september – Nelson DeMille, 81, amerikansk författare.[576]
- 17 september – Filip Gerhardsson, 101, svensk polis och dialektforskare.[577]
- 17 september – J.D. Souther, 78, amerikansk sångare, gitarrist och låtskrivare.[578]
- 18 september – Salvatore Schillaci, 59, italiensk fotbollsspelare.[579]
- 19 september – Zigmunds Jansons, 52, svensk brottningstränare.[580][581][582]
- 19 september – Christer Nygren, 68, svensk journalist och deckarförfattare.[583]
- 20 september – Daniel J. Evans, 98, amerikansk republikansk politiker, guvernör i Washington 1965–1977.[584]
- 20 september – Olle Zetterquist, 97, svensk målare, tecknare, grafiker och spelman.[585]
- 21 september – Benny Golson, 95, amerikansk kompositör, musikarrangör och musiker (tenorsaxofon).[586]
- 21 september – Roger Palm, 75, svensk musiker (trumslagare) med bland andra Abba och Ted Gärdestad.[587]
- 22 september – Fredric Jameson, 90, amerikansk litteraturkritiker, marxistisk statsvetare och filosof.[588]
- 22 september – Christian Yngve, 61, svensk ishockeytränare.[589][590]
- 23 september – Giancarlo Crosta, 90, italiensk roddare, OS-silver 1960.[591]
- 23 september – Rupert Keegan, 69, brittisk racerförare.[592]
- 23 september – Dan Mohlin, 63, svensk ishockeyspelare.[593][594]
- 25 september – Anders Bergman, 61, svensk ishockeymålvakt.[595]
- 26 september – John Ashton, 76, amerikansk skådespelare.[596]
- 26 september – Sören Börjesson, 68, svensk fotbollsspelare och tränare.[597]
- 27 september – Hassan Nasrallah, 64, libanesisk shiitisk ulama och politiker, högste ledare för Hizbollah sedan 1992.[598]
- 27 september – Maggie Smith, 89, brittisk skådespelare.[599]
- 28 september – Winfield Dunn, 97, amerikansk republikansk politiker, guvernör i Tennessee 1971–1975.[600]
- 28 september – Bengt Frithiofsson, 85, svensk journalist, vinkritiker och författare.[601]
- 28 september – Drake Hogestyn, 70, amerikansk skådespelare.[602]
- 28 september – Kris Kristofferson, 88, amerikansk sångare, låtskrivare, gitarrist och skådespelare.[603]
- 28 september – Alexandre do Nascimento, 99, angolansk romersk-katolsk kardinal, ärkebiskop i Luanda 1986–2001.[604]
- 29 september – Ron Ely, 86, amerikansk skådespelare.[605]
- 29 september – Richard S. Hamilton, 81, amerikansk matematiker.[606]
- 29 september – Martin Lee, 77, brittisk sångare och låtskrivare (Brotherhood of Man).[607]
- 30 september – Gavin Creel, 48, amerikansk sångare och skådespelare.[608]
- 30 september – Dikembe Mutombo, 58, kongolesisk-amerikansk basketspelare.[609]
- 30 september – Peter Opsvik, 85, norsk inredningsarkitekt och möbelformgivare.[610]
- 30 september – Ken Page, 70, amerikansk skådespelare och sångare.[611]
- 30 september – Pete Rose, 83, amerikansk basebollspelare och tränare.[612]

## Oktober

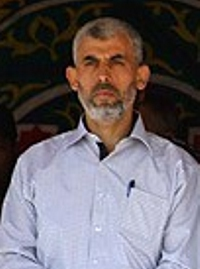
Den palestinske politikern och ledaren för Hamas Yahya Sinwar avled 16 oktober, 61 år gammal.

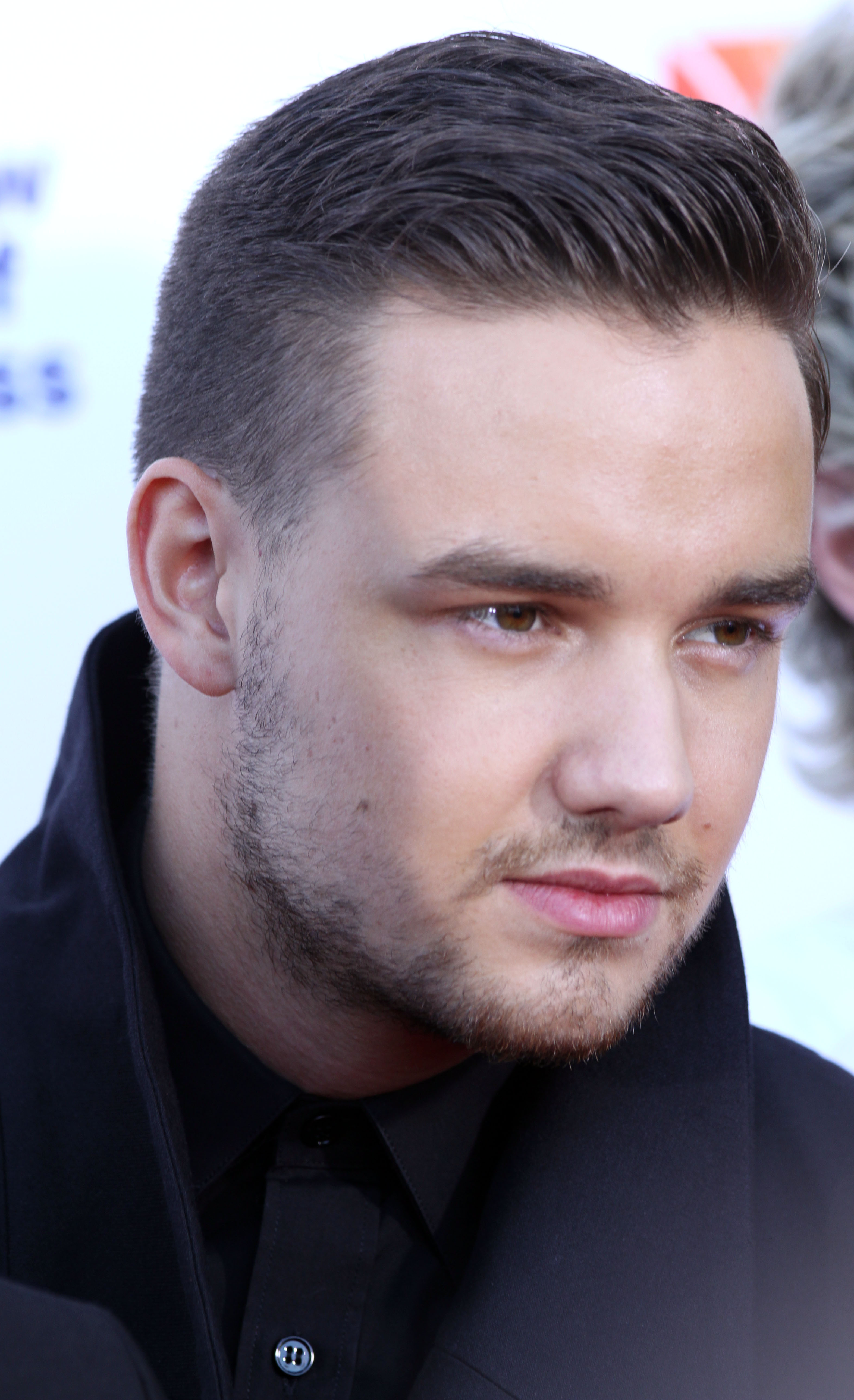
Den brittiske sångaren Liam Payne, känd från popgruppen One Direction, avled 16 oktober, 31 år gammal.

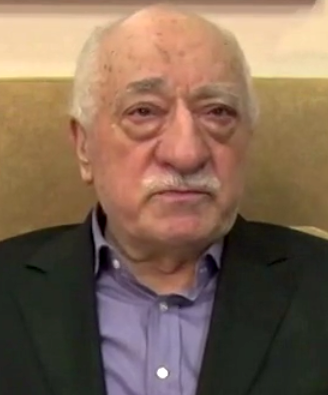
Den turkiske predikanten, författaren och politiske aktivisten Fethullah Gülen avled 20 oktober, 83 år gammal.

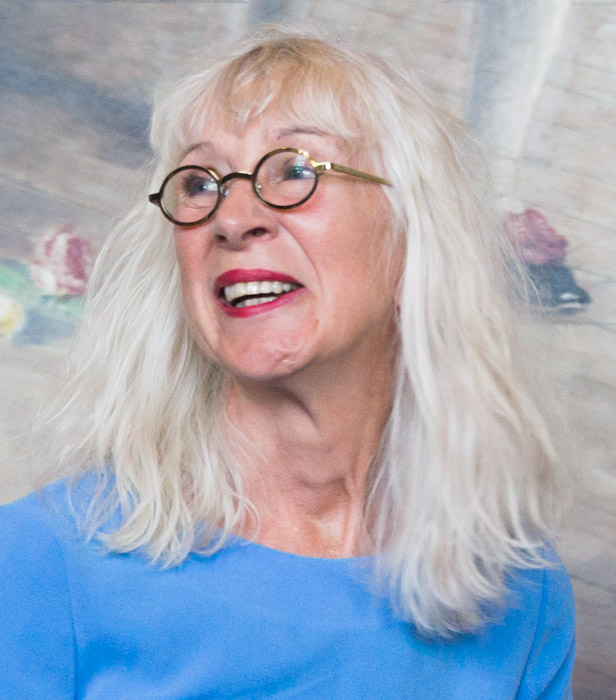
Den svenska dramatikern, regissören och författaren Suzanne Osten avled 28 oktober, 80 år gammal.

- 2 oktober – Susie Berning, 83, amerikansk golfspelare.[613]
- 3 oktober – Terje Bjørklund, 79, norsk jazzpianist och kompositör.[614]
- 3 oktober – Michel Blanc, 72, fransk filmregissör, manusförfattare och skådespelare.[615]
- 3 oktober – Pierre Christin, 86, fransk serieförfattare (Linda och Valentin).[616]
- 4 oktober – Anatolj Konjkov, 75, ukrainsk fotbollsspelare (tävlade för Sovjetunionen) och tränare.[617][618]
- 5 oktober – Bruce Ames, 95, amerikansk biokemist.[619]
- 5 oktober – Robert Coover, 92, amerikansk författare.[620]
- 5 oktober – Maria Weimer, 45, svensk liberal politiker, riksdagsledamot 2014–2018.[621]
- 6 oktober – Dave Hobson, 87, amerikansk republikansk politiker, representanthusledamot 1991–2009.[622]
- 6 oktober – Johan Neeskens, 73, nederländsk fotbollsspelare.[623]
- 7 oktober – Tahir Emra, 86, kosovansk konstnär (målare).[624]
- 7 oktober – Cissy Houston, 91, amerikansk gospel- och soulsångare.[625]
- 7 oktober – Nicholas Pryor, 89, amerikansk skådespelare.[626]
- 8 oktober – André Jobin, 96, schweizisk serieförfattare och redaktör (Yakari).[627]
- 8 oktober – Tim Johnson, 77, amerikansk demokratisk politiker, representanthusledamot 1987–1997 och senator (för South Dakota) 1997–2015.[628]
- 8 oktober – Don Marshall, 92, kanadensisk ishockeyspelare.[629]
- 8 oktober – Bernard Tissier de Mallerais, 79, fransk traditionalistisk romersk-katolsk kyrkoman, biskop i Sankt Pius X:s prästbrödraskap.[630]
- 8 oktober – Wu Bangguo, 83, kinesisk politiker, vice premiärminister 1995–2003 och ordförande i nationella folkkongressens ständiga utskott 2003–2013.[631]
- 9 oktober – George Baldock, 31, brittisk-grekisk fotbollsspelare.[632]
- 9 oktober – Dieter Burdenski, 73, tysk fotbollsspelare (målvakt, spelade för Västtyskland).[633]
- 9 oktober – Aleksandr Putjkov, 67, rysk häcklöpare (tävlade för Sovjetunionen), OS-brons 1980.[634]
- 9 oktober – Leif Segerstam, 80, finländsk dirigent, kompositör och musiker.[635]
- 9 oktober – Ratan Tata, 86, indisk företagsledare och industrimogul.[636]
- 9 oktober – Pierre Vernier, 93, fransk skådespelare.[637]
- 10 oktober – Gunnar Eggen, 78, norsk travkusk och travtränare.[638]
- 10 oktober – Ethel Kennedy, 96, amerikansk människorättsförespråkare och änka efter Robert F. Kennedy.[639]
- 12 oktober – Tito Mboweni, 65, sydafrikansk politiker och affärsman, arbetsmarknadsminister 1994–1999 och finansminister 2018–2021.[640]
- 12 oktober – Alex Salmond, 69, brittisk (skotsk) politiker, försteminister i Skottland 2007–2014.[641]
- 13 oktober – Janne Puhakka, 29, finländsk ishockeyspelare.[642]
- 14 oktober – Philip Zimbardo, 91, amerikansk psykolog (Stanford prison experiment).[643]
- 15 oktober – Mike Jackson, 80, brittisk general, arméstabschef (högste arméchef) 2003–2006.[644]
- 15 oktober – Peter Luther, 85, tysk tävlingsryttare (tävlade för Västtyskland), OS-brons (lagmedalj) 1984.[645]
- 15 oktober – Gabriela Melinescu, 82, rumänsk-svensk författare.[646]
- 16 oktober – Gunborg Hancock, 112, finländskfödd svensk kvinna, Sveriges äldsta person sedan 2022.[647]
- 16 oktober – Liam Payne, 31, brittisk sångare, medlem i One Direction.[648]
- 16 oktober – Yahya Sinwar, 61, palestinsk militant ledare och militär befälhavare, högste politiske ledare för Hamas sedan augusti 2024 och dessförinnan organisationens högste ledare på plats i Gazaremsan 2017–2024, samt påstådd hjärna bakom Hamas attack mot Israel den 7 oktober 2023.[649][650]
- 17 oktober – Isabelle de Borchgrave, 78, belgisk skulptör, målare och designer.[651]
- 17 oktober – Mitzi Gaynor, 93, amerikansk skådespelare, sångare och dansare.[652]
- 17 oktober – Andrew Schally, 97, polskfödd amerikansk endokrinolog, nobelpristagare i fysiologi eller medicin 1977.[653]
- 18 oktober – Yehuda Bauer, 98, tjeckiskfödd israelisk förintelsehistoriker.[654]
- 18 oktober – Johnny Martinsson, 90, svensk skulptör.[655]
- 18 oktober – Riber Hansson, 85, svensk illustratör.[656]
- 19 oktober – Amun Abdullahi, 49, somalisk-svensk radiojournalist samt grundare av Knowledge House.[657]
- 19 oktober – Hillevi Blylods, 92, svensk operasångare (sopran).[658]
- 19 oktober – Leif Larsson, 85, svensk sportkommentator (Tipsextra).[659]
- 20 oktober – Amy Aaröe, 99, svensk dansare, skådespelare och filmbolagsdirektör.[660]
- 20 oktober – Fethullah Gülen, 83, turkisk predikant, författare, politisk aktivist och regimkritiker, grundare av Gülenrörelsen.[661]
- 21 oktober – Paul Di'Anno, 66, brittisk heavy metal-sångare (bl.a med Iron Maiden).[662]
- 22 oktober – Charles Brandt, 82, amerikansk jurist, utredare och författare (låg bakom historien till The Irishman).[663]
- 22 oktober – Annelie Ehrhardt, 74, tysk häcklöpare (tävlade för Östtyskland), OS-guld 1972.[664]
- 22 oktober – Gustavo Gutiérrez, 96, peruansk romersk-katolsk präst, teolog och filosof, ansedd som en av upphovsmännen till sydamerikansk befrielseteologi.[665]
- 23 oktober – Hama Amadou, 74, nigerisk politiker, premiärminister 1995–1996 och 2000–2007.[666]
- 23 oktober – Leon Cooper, 94, amerikansk fysiker, nobelpristagare 1972.[667]
- 23 oktober – Staffan Lamm, 87, svensk regissör, manusförfattare, fotograf, filmproducent och skådespelare.[668]
- 23 oktober – Jørgen Rasmussen, 93, dansk arkitekt och formgivare.[669]
- 24 oktober – Abdelaziz Barrada, 35, fransk-marockansk fotbollsspelare.[670]
- 24 oktober – Jeri Taylor, 86, amerikansk manusförfattare och producent (Star Trek: The Next Generation, Star Trek: Voyager m m).[671]
- 25 oktober – Phil Lesh, 84, amerikansk basist och multiinstrumentalist.[672]
- 27 oktober – Edzard Reuter, 96, tysk företagsledare, styrelseordförande för Daimler-Benz 1987–1995.[673]
- 28 oktober – Renato Martino, 91, italiensk romersk-katolsk kardinal, Vatikanstatens permanente observatör i FN 1986–2002.[674]
- 28 oktober – Paul Morrissey, 86, amerikansk filmregissör.[675]
- 28 oktober – Suzanne Osten, 80, svensk dramatiker, regissör och författare.[676]
- 28 oktober – Ulf Pilgaard, 83, dansk skådespelare.[677]
- 29 oktober – Teri Garr, 79, amerikansk skådespelare.[678]
- 30 oktober – Elisabeth Ohlson, 63, svensk fotograf, konstnär och teaterregissör.[679]
- 31 oktober – Ulla Roseen, 78, svensk översättare.[680]

## November

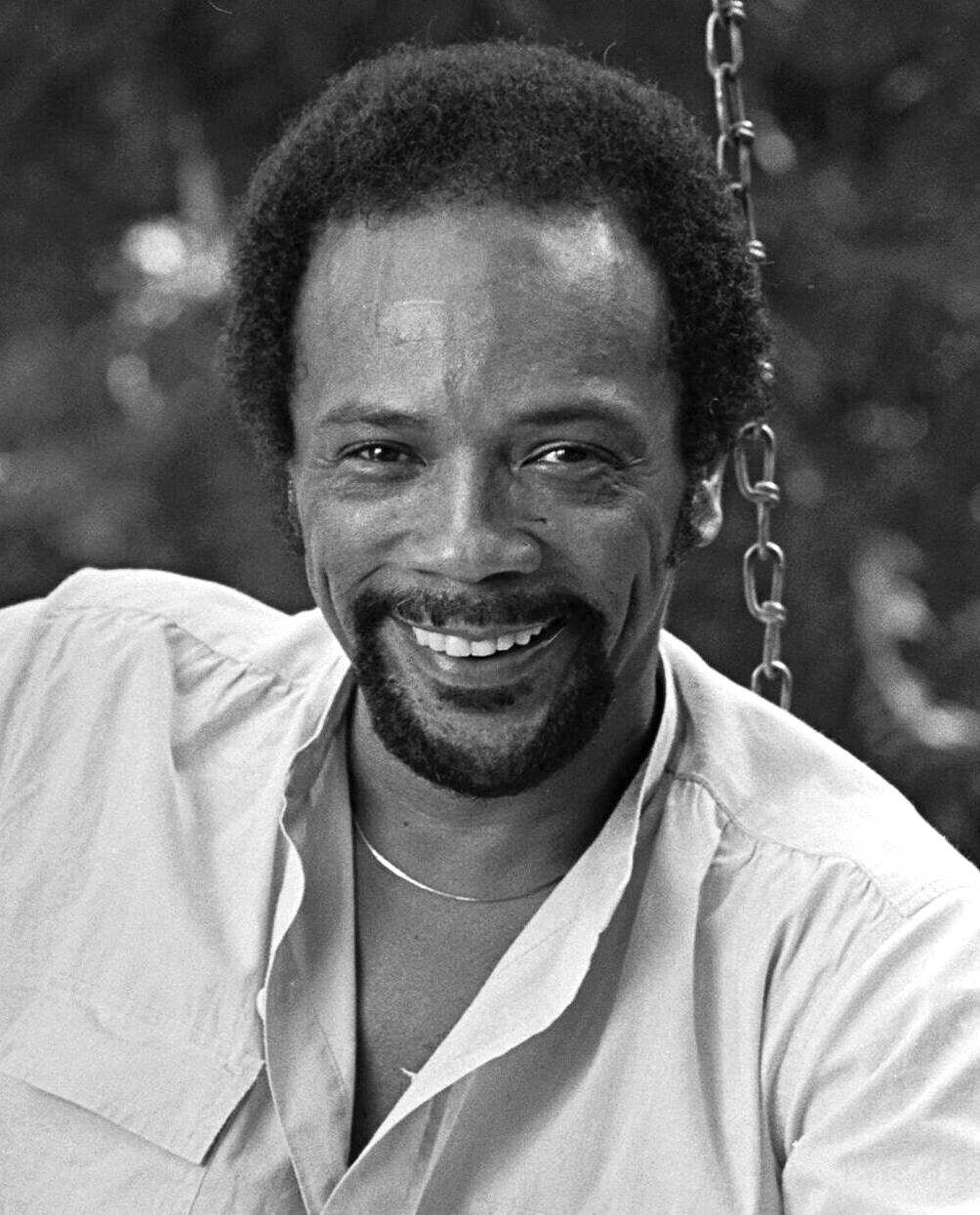
Den amerikanske musikern, kompositören och musikproducenten Quincy Jones avled 3 november, 91 år gammal.

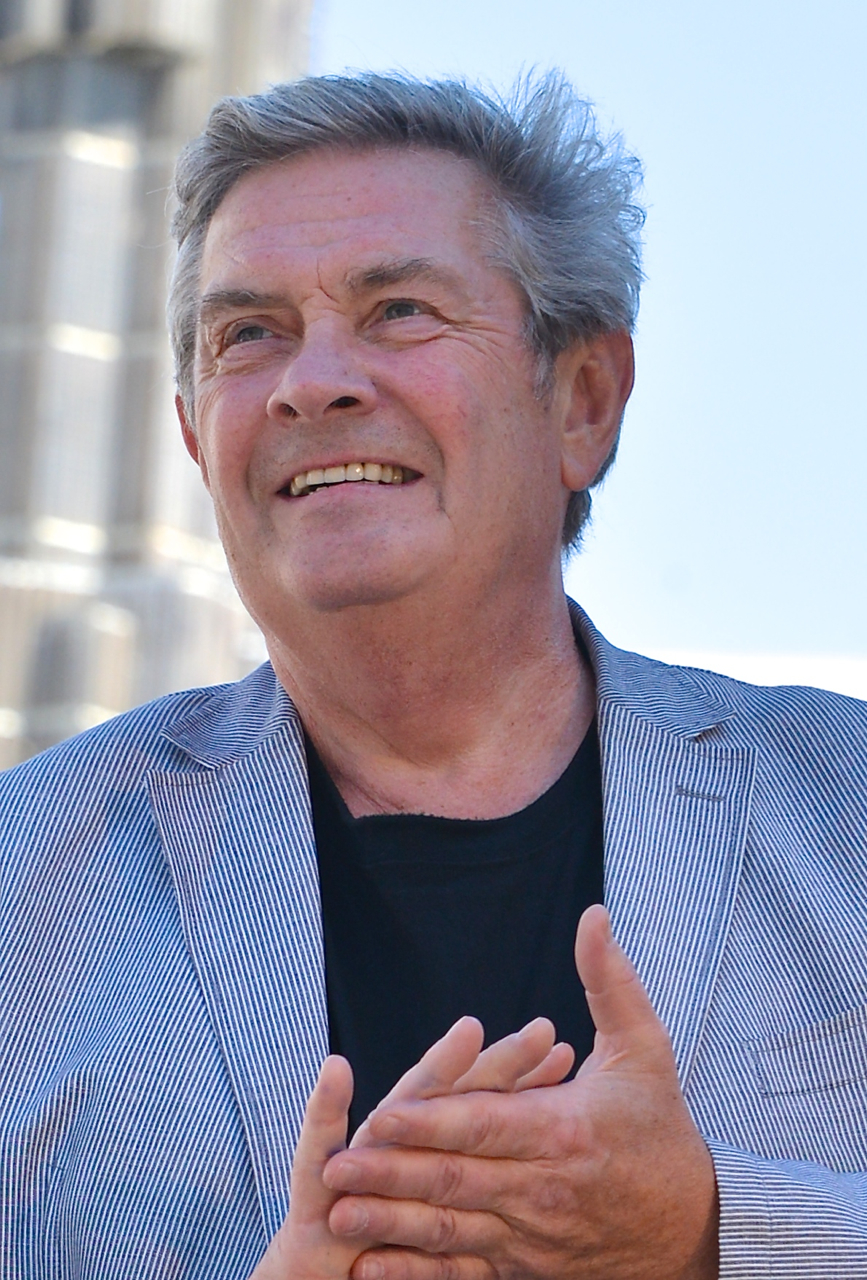
Den svenske skådespelaren Allan Svensson avled 17 november, 73 år gammal.

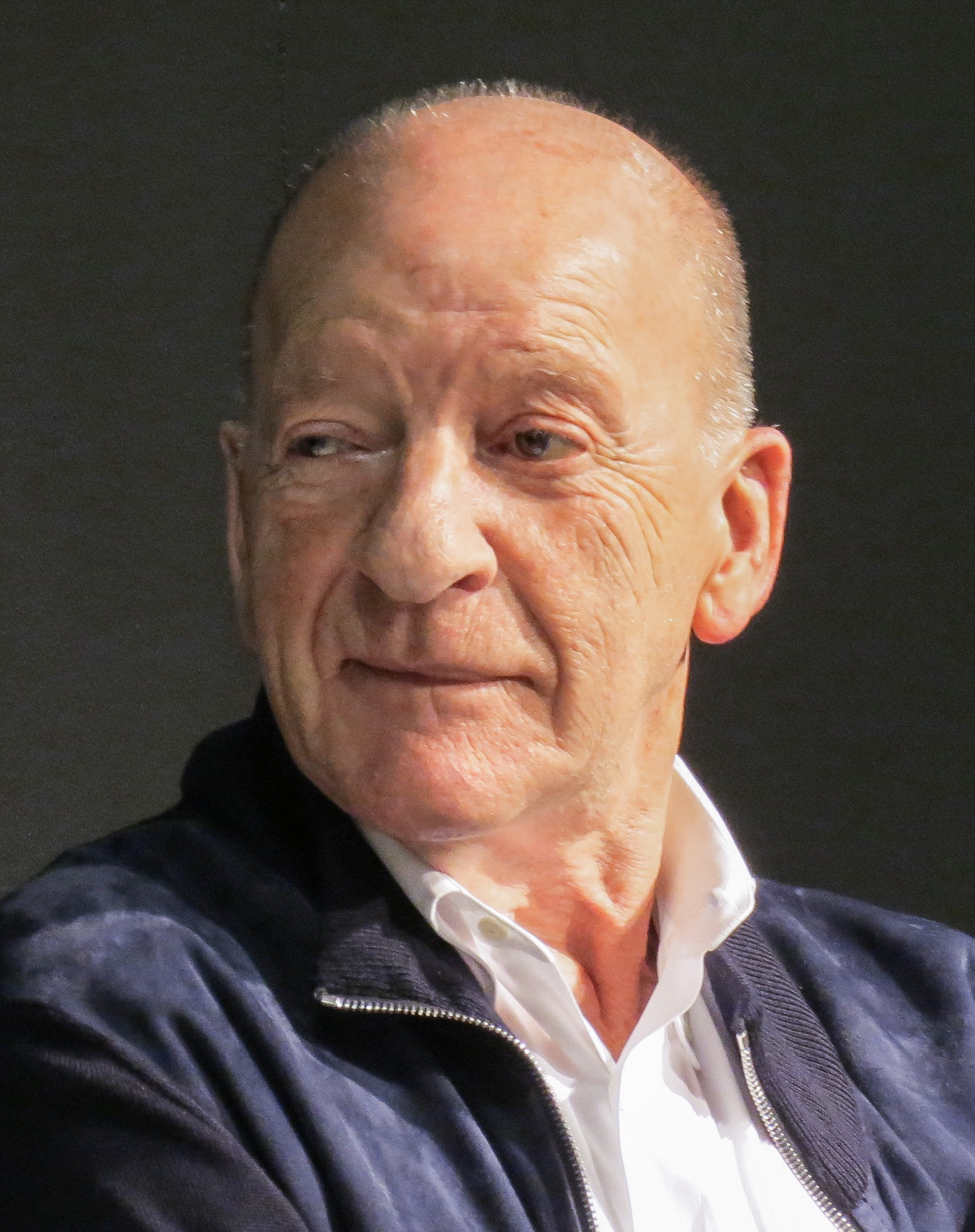
Den svenske företagsledaren Pehr G. Gyllenhammar avled 21 november, 89 år gammal.

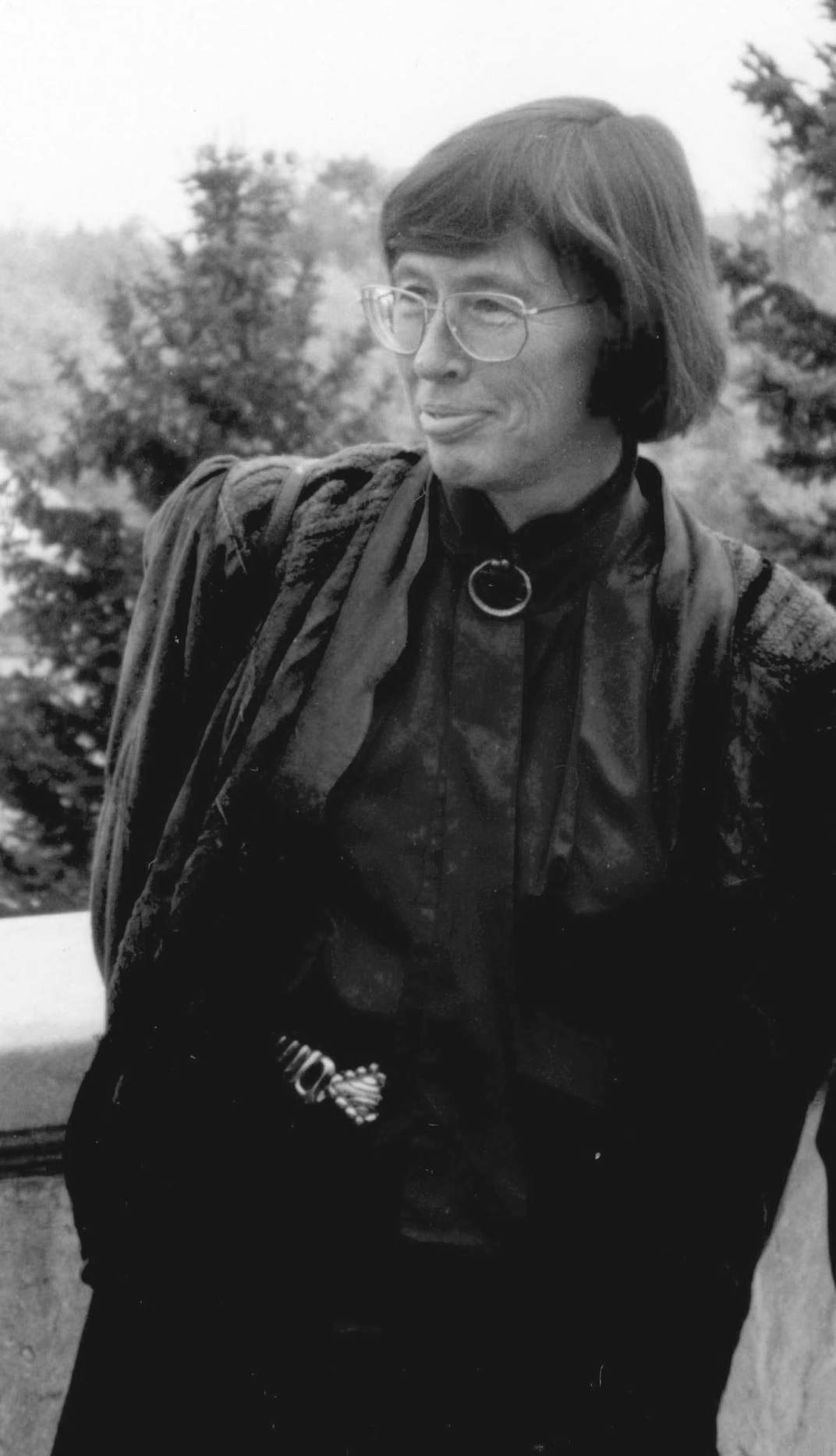
Den svenska politikern Birgitta Dahl avled 26 november, 87 år gammal.

- 1 november – Luís Onmura, 64, brasiliansk judoutövare, OS-brons 1984.[681]
- 1 november – Michael Ruse, 84, brittisk-kanadensisk vetenskapsfilosof.[682]
- 2 november – Janey Godley, 63, brittisk (skotsk) ståuppkomiker, skådespelare och författare.[683]
- 2 november – Clement Quartey, 86, ghanansk boxare, OS-silver 1960.[684]
- 2 november – Alan Rachins, 82, amerikansk skådespelare.[685]
- 3 november – Quincy Jones, 91, amerikansk musiker, kompositör, musikproducent och TV- och filmproducent.[686]
- 3 november – Anders Ljunggren, 73, svensk politiker (centerpartist) och diplomat.[687]
- 4 november – Kristian Antila, 44, finländsk ishockeymålvakt.[688]
- 4 november – Oscar Guermouche, 47, svensk konstnär.[689]
- 4 november – Jim Hoagland, 84, amerikansk journalist, pulitzerprisvinnare 1971 och 1991.[690]
- 4 november – Kicki Håkansson, 95, svensk fotomodell.[691]
- 5 november – Marise Chamberlain, 88, nyzeeländsk medeldistanslöpare, OS-brons 1964.[692]
- 5 november – Ulla-Britt Hedenberg, 97, svensk skådespelare.[693]
- 6 november – Erik Cornell, 94, svensk diplomat.[694]
- 6 november – Madeleine Riffaud, 100, fransk poet, journalist och krigskorrespondent.[695]
- 6 november – Tony Todd, 69, amerikansk skådespelare.[696]
- 7 november – Jürgen Becker, 92, tysk poet.[697]
- 9 november – Bobby Allison, 86, amerikansk racerförare och racingteamägare (Nascar).[698]
- 9 november – Gudmar Klöfving (även känd som Gudmar Wivesson), 71, svensk skådespelare.[699]
- 9 november – Ram Narayan, 96, indisk musiker (sarangispelare).[700]
- 10 november – Barbara Aland, 87, tysk teolog och bibelforskare.[701]
- 10 november – Dallas Long, 84, amerikansk kulstötare, OS-guld 1964.[702]
- 11 november – Joakim Larsson, 66, svensk företagsledare.[703]
- 12 november – Liang Guanglie, 83, kinesisk general och politiker, försvarsminister 2008–2013.[704]
- 12 november – Roy Haynes, 99, amerikansk jazztrummis och bandledare.[705]
- 12 november – John Horgan, 65, kanadensisk politiker, provinsregeringschef i British Columbia 2017–2022.[706]
- 12 november – Bent Mejding, 87, dansk skådespelare, regissör och teaterdirektör.[707]
- 12 november – Timothy West, 90, brittisk skådespelare.[708]
- 15 november – Ahmed Mahamoud Silanyo, 86, somaliländsk politiker, president 2010–2017.[709]
- 15 november – Sönke Sönksen, 86, tysk tävlingsryttare (tävlade för Västtyskland), OS-silver (lagmedalj) 1976.[710]
- 15 november – Yuriko Takagi, 101, japansk prinsessa.[711]
- 16 november – Tommy "Hacke" Andersson, 60, svensk fotbollsspelare och lagledare.[712]
- 16 november – Agnes Boström, 112, svensk superhundraåring, Sveriges och Nordens äldsta levande person.[713]
- 16 november – Olav Thon, 101, norsk fastighetsmagnat och affärsman.[714]
- 17 november – Muazzez İlmiye Çığ, 110, turkisk historiker.[715]
- 17 november – Wesley Cox, 69, amerikansk basketspelare.[716]
- 17 november – Allan Svensson, 73, svensk skådespelare.[717]
- 18 november – Bob Love, 81, amerikansk basketspelare.[718]
- 19 november – Walter Korpi, 90, svensk sociolog och professor.[719]
- 20 november – Ursula Haverbeck, 96, tysk nynazistisk aktivist och dömd förintelseförnekare.[720]
- 20 november – John Prescott, 86, brittisk politiker (Labour), vice premiärminister 1997–2007.[721]
- 20 november – Jodi Rell, 78, amerikansk republikansk politiker, guvernör i Connecticut 2004–2011.[722]
- 20 november – Göran Skytte, 79, svensk journalist, kolumnist, författare och förkunnare.[723]
- 21 november – Pehr G. Gyllenhammar, 89, svensk företagsledare och affärsman, VD för Volvo 1971–1983 och Volvos styrelseordförande 1983–1993.[724]
- Exakt datum saknas – Gianfranco Dalla Barba, 67, italiensk fäktare, OS-guld 1984.[725]
- 22 november – Rialuth Serge Vohor, 69, vanuatisk politiker och flerfaldig premiärminister.[726]
- 23 november – Erik Boström, 77, svensk organist.[727]
- 23 november – Jan Gerfast, 70, svensk gitarrist, sångare och kompositör.[728]
- 23 november – Fred R. Harris, 94, amerikansk demokratisk politiker, senator (representerande Oklahoma) 1964–1973.[729]
- 23 november – Gertie Lindgren, 97, svensk kostymtecknare.[730]
- 24 november – Jonatan Blode, 60, svensk skådespelare.[731]
- 24 november – Barbara Taylor Bradford, 91, brittisk författare.[732]
- 24 november – Breyten Breytenbach, 85, sydafrikansk författare, poet och målare.[733]
- 24 november – Colin Renfrew, 87, brittisk arkeolog.[734]
- 25 november – Hal Lindsey, 95, amerikansk evangelist, predikant och författare.[735]
- 25 november – Lars Wistedt, 60, svensk sverigedemokratisk politiker, riksdagsledamot sedan 2022.[736]
- 25 november – Carlo Barsotti, 85, italiensk-svensk regissör, skådespelare, översättare och teaterman.[737]
- 26 november – Jim Abrahams, 80, amerikansk filmregissör och manusförfattare.[738]
- 26 november – Karin Baal, 84, tysk skådespelare.[739]
- 26 november – Birgitta Dahl, 87, svensk socialdemokratisk politiker, statsråd 1982–1991 och riksdagens talman 1994–2002.[740]
- 26 november – Katinka Faragó, 87, svensk filmproducent och scripta.[741]
- 26 november – Anders Widmark, 61, svensk musiker och kompositör.[742]
- 27 november – Maria Alexandru, 84, rumänsk bordtennisspelare och flerfaldig världsmästare.[743]
- 27 november – Thomas Hylland Eriksen, 62, norsk socialantropolog, professor och författare.[744]
- 27 november – B-A Strömberg, 70, svensk fotbollstränare.[745]
- 28 november – "Prince" Yormie Johnson, 72, liberisk rebelledare och politiker.[746]
- 28 november – Britta Pettersson, 85, svensk skådespelare.[747]
- 29 november – Tchinda Andrade, 45, kapverdisk HBTQ-aktivist.[748]
- 29 november – Josef Jelínek, 83, tjeckisk fotbollsspelare (spelade för Tjeckoslovakien).[749]
- 29 november – Wayne Northrop, 77, amerikansk skådespelare (Dynastin).[750]
- 29 november – Peter Westbrook, 72, amerikansk fäktare, OS-brons 1984.[751]
- 30 november – Ladislav Rygl, Sr., 77, tjeckisk utövare av nordisk kombination (tävlade för Tjeckoslovakien), världsmästare 1970.[752]

## December

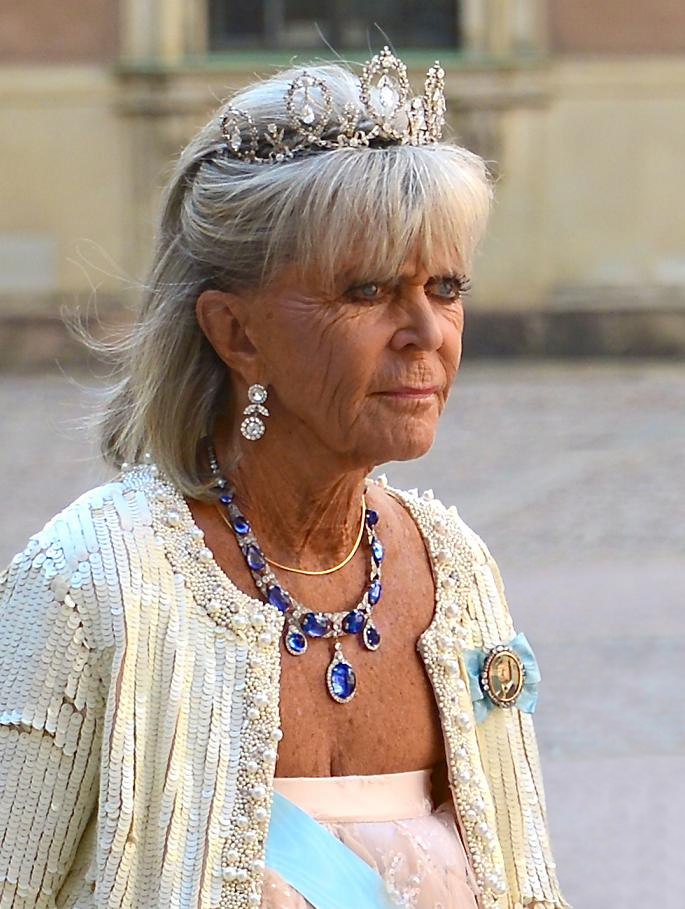
Svenska prinsessan Birgitta avled 4 december, 87 år gammal.

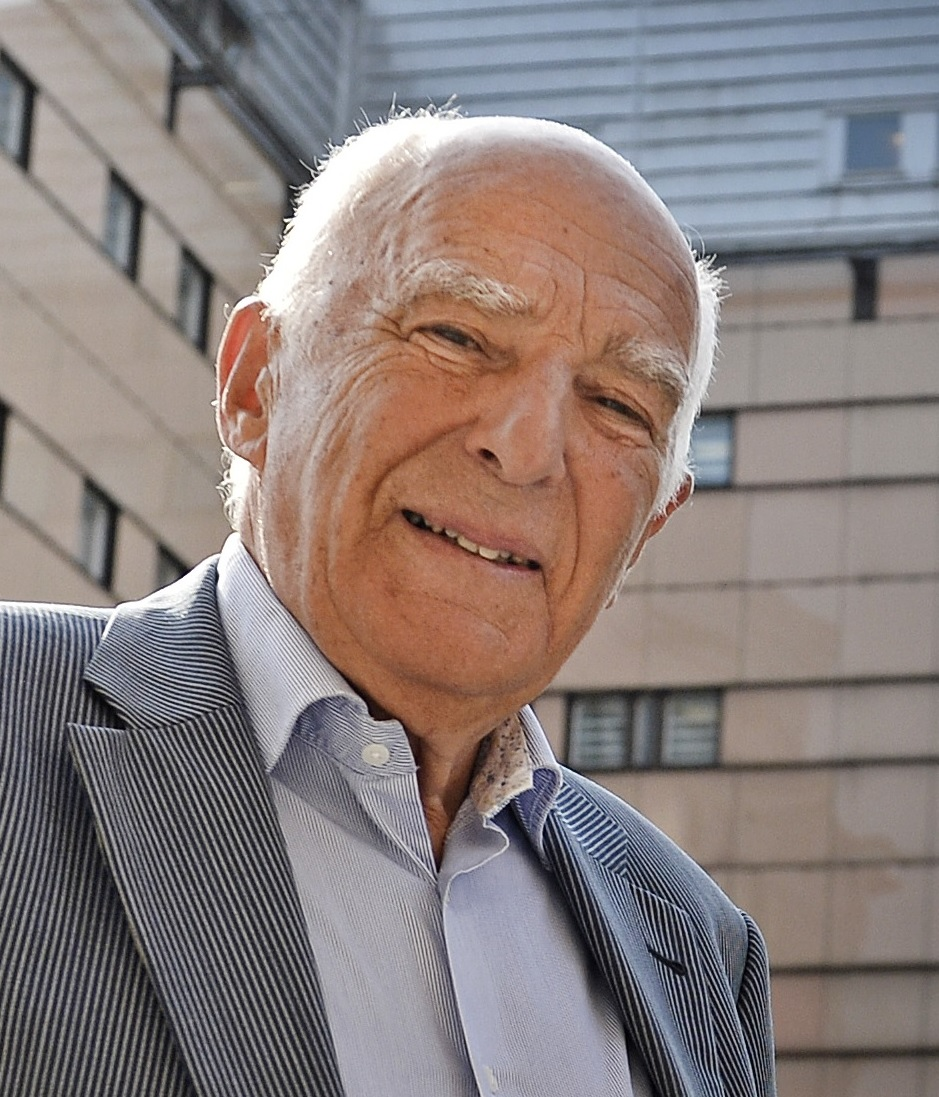
Den svenske advokaten och författaren Leif Silbersky avled 20 december, 86 år gammal.

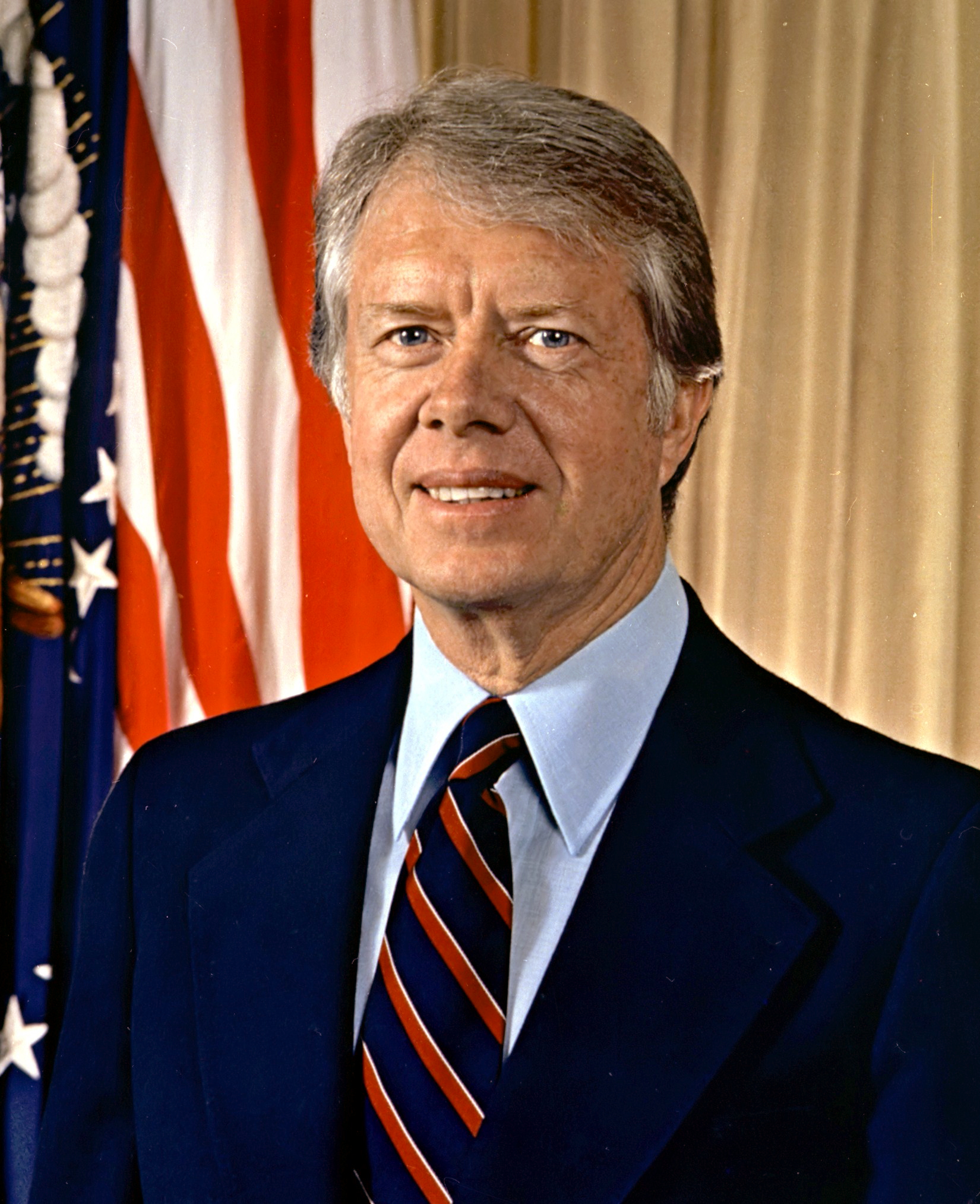
Den amerikanske politikern Jimmy Carter, USA:s president 1977–1981, avled 29 december, 100 år gammal.

- 1 december – Niels Arestrup, 75, fransk skådespelare.[753]
- 1 december – Terry Griffiths, 77, brittisk (walesisk) snookerspelare, världsmästare 1979.[754]
- 1 december – Ilke Wyludda, 55, tysk diskuskastare, OS-guld 1996.[755]
- 2 december – Helmuth Duckadam, 65, rumänsk fotbollsspelare (målvakt).[756]
- 2 december – Neale Fraser, 91, australisk tennisspelare.[757]
- 2 december – Heikki Koski, 84, finländsk ämbetsman och politiker, inrikesminister 1975, generaldirektör för Alko 1982–1994 och landshövding för Västra Finlands län 1997–2003.[758]
- 2 december – Marlos Nobre, 85, brasiliansk kompositör.[759]
- 2 december – Don Ohl, 88, amerikansk basketspelare.[760]
- 3 december – Lars Dejert, 77, svensk skådespelare.[761]
- 3 december – Ecaterina Oancia, 70, rumänsk roddare, OS-guld (lagmedalj) 1984.[762]
- 3 december – Tan Howe Liang, 91, singaporiansk tyngdlyftare, OS-silver 1960.[763]
- 4 december – Prinsessan Birgitta, 87, svensk prinsessa.[764]
- 6 december – Vitali Dirdira, 86, ukrainsk kappseglare (tävlade för Sovjetunionen), OS-guld 1972.[765]
- 6 december – Graham Tainton, 97, sydafrikansk-svensk dansare och koreograf.[766]
- 8 december – Şerif Gören, 80, turkisk filmregissör.[767]
- 9 december – Marienette Dahlin, 71, svensk skådespelare.[768]
- 9 december – Gerd Heidemann, 93, tysk journalist som bl.a medverkade i publiceringen av Hitlers förfalskade dagböcker 1983.[769]
- 10 december – S.M. Krishna, 92, indisk politiker, guvernör i Maharashtra 2004–2008 och utrikesminister 2009–2012.[770]
- Exakt datum saknas – Andrea Kékesy, 98, ungersk konståkare, OS-silver 1948.[771]
- 11 december – David Bonderman, 82, amerikansk affärsman (TPG Capital, m m).[772]
- 11 december – Jim Leach, 82, amerikansk republikansk politiker, representanthusledamot 1977–2007.[773]
- 12 december – Ernie Beck, 93, amerikansk basketspelare.[774]
- 15 december – Zakir Hussain, 73, indisk tablaspelare.[775]
- 15 december – Staffan Percy, 78, svensk vissångare och kompositör.[776]
- 16 december – Anita Bryant, 84, amerikansk sångerska.[777]
- 16 december – Dick Van Arsdale, 81, amerikansk basketspelare.[778]
- 17 december – Aigars Fadejevs, 48, lettisk tävlingsgångare, OS-silver 2000.[779]
- 17 december – Marisa Paredes, 78, spansk skådespelare.[780]
- 18 december – Dietmar Constantini, 69, österrikisk fotbollsspelare, fotbollstränare och förbundskapten.[781]
- 18 december – Per-Olof Ejendal, 75, svensk företagsledare (Ejendals) och ishockeysponsor.[782][783]
- 18 december – John Marsden, 74, australisk författare.[784]
- 18 december – Klaus Wolfermann, 78, tysk spjutkastare (tävlade för Västtyskland), OS-guld 1972.[785]
- 19 december – Gaboro, 23, svensk rappare.[786]
- 20 december – Leif Silbersky, 86, svensk advokat och författare.[787][788]
- 21 december – Gutta Andersson, 68, svensk lantbrukare och mentor i Farmen.[789]
- 22 december – Daniel Höglander, 45, svensk kock och traktör.[790]
- 24 december – Dési Bouterse, 79, surinamesisk politiker, diktator 1980–1987 och president 2010–2020.[791][792]
- 25 december – Eric Hänni, 86, schweizisk judoutövare, OS-silver 1964.[793]
- 25 december – Carlos Pedroso, 57, kubansk fäktare, OS-brons (lagmedalj) 2000.[794]
- 26 december – Bettina Kjellin, 98, svensk företagsledare och kulturpersonlighet.[795]
- 26 december – Manmohan Singh, 92, indisk politiker, premiärminister 2004–2014.[796]
- 27 december – Olivia Hussey, 73, brittisk skådespelare.[797]
- 27 december – Charles Shyer, 83, amerikansk filmregissör, manusförfattare och filmproducent.[798]
- 28 december – Charles Dolan, 98, amerikansk företagsledare.[799]
- 28 december – Martin Karplus, 94, österrikiskfödd amerikansk kemist, nobelpristagare i kemi 2013.[800]
- 29 december – Jimmy Carter, 100, amerikansk demokratisk politiker, president 1977–1981 och mottagare av Nobels fredspris 2002.[801]
- 29 december – Magnus Sjöberg, 97, svensk jurist, riksåklagare, ordförande i Regeringsrätten.[802]
- 30 december – Sayyid Jamshid ibn Abdullah, 95, zanzibarisk regerande sultan 1963–1964.[803]
- 30 december – Fraser Stoddart, 82, brittisk kemist, nobelpristagare i kemi 2016.[804]
- 31 december – Angelo Amato, 86, italiensk romersk-katolsk kardinal.[805]
- 31 december – Arnold Rüütel, 96, estnisk politiker, president 2001–2006.[806]
- Exakt datum saknas – Hans-Emil Schuster, 90, tysk astronom.[807]
- Exakt datum saknas – John Sykes, 65, brittisk gitarrist (Thin Lizzy, Whitesnake, m m).[808]